# Antisemitismo

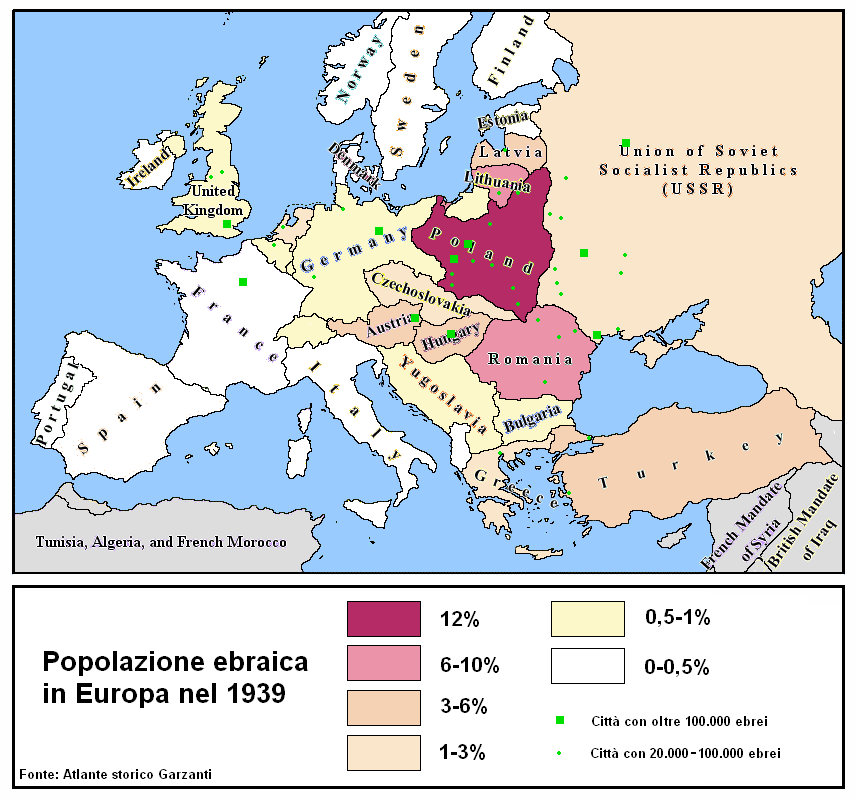
Popolazione ebraica in Europa nel 1939

L'antisemitismo o antiebraismo. è "l'avversione e la lotta contro gli ebrei".
Poiché gli ebrei vengono anche chiamati giudei), l'antisemitismo viene anche chiamato giudeofobia; antigiudaismo.
La parola nasce in Germania nel XIX secolo, come eufemismo di Judenhass «odio per gli ebrei».
Malgrado "antisemitismo" sia una parola relativamente recente, viene utilizzata per indicare un sentimento di ostilità e odio verso gli ebrei (Judenhass), che invece è molto più antico. L'antisemitismo si basa su stereotipi che attribuiscono agli ebrei dei tratti caratteriali molto negativi. e spesso incolpa gli ebrei di uno o più crimini o problemi politici, sociali ed economici.

## Etimologia
La parola "antisemitismo" è attestata per la prima volta in uno scritto del nazionalista tedesco Wilhelm Marr dal titolo "La strada verso la vittoria del Germanismo sul Giudaismo, da una prospettiva aconfessionale" (1879). Si tratta di un eufemismo per non parlare di Judenhass («odio per gli ebrei»).
Nonostante l'etimologia, antisemitismo non si riferisce all'odio nei confronti dei "popoli semiti" (cioè quelli che parlano lingue appartenenti al gruppo semitico, quali l'arabo, l'ebraico, l'aramaico e l'amarico), ma unicamente all'odio e alla discriminazione nei confronti degli ebrei..
Il concetto espresso da Marr, che nei suoi scritti successivi verrà visto come un errore e ritrattato, nel secolo successivo assumerà valenze diverse, più ampie e coinciderà spesso con la definizione di atteggiamenti persecutori tra i più gravi della storia contemporanea.

## Definizione
La «definizione operativa non giuridicamente vincolante» promossa dall'International Holocaust Remembrance Alliance (IHRA) è la seguente:
Questa definizione è stata adottata da organismi sovranazionali come la Commissione Europea, e da nazioni come  «Austria, Bulgaria, Canada, Francia, Germania, Israele, Lituania, Macedonia del Nord, Regno Unito, Romania e Stati Uniti». Nel 2020  è stata adottata anche dall'Italia: il Consiglio dei ministri della Repubblica Italiana, ha nominato come Coordinatrice nazionale per la lotta contro l'antisemitismo la professoressa Milena Santerini, volendo «con ancora più decisione affermare la necessità della lotta ad ogni forma di discriminazione». La definizione dell'IHRA sull'antisemitismo adottata in Italia recitaː
(IHRA - International Holocaust Remembrance Alliance)

## Tipi di antisemitismo
Lo studioso Jerome A. Chanes identifica sei fasi nello sviluppo storico dell'antisemitismo:
1. l'antisemitismo precristiano presente nell'antica Grecia, che era in sua natura soprattutto di origine etnica.
2. l'antigiudaismo religioso cristiano nell'ultimo scorcio della storia antica e durante il Medioevo, che era per sua natura di tipo religioso e che si estende fino alla storia moderna.
3. l'antigiudaismo musulmano tradizionale che, almeno nella sua forma classica, rimaneva sfumato, in quanto gli ebrei erano una classe protetta.
4. l'antisemitismo politico, sociale ed economico dell'Illuminismo e dell'Europa post-illuministica, che ha posto le basi per l'antisemitismo razziale.
5. l'antisemitismo razziale che sorse nel XX secolo e che culmina con il nazismo.
6. l'antisemitismo contemporaneo, che è stato etichettato da alcuni come "neoantisemitismo"[17].

Chanes suggerisce che queste sei tappe potrebbero essere raggruppate in tre categorie: antisemitismo antico (nella sua natura principalmente etnico); antisemitismo cristiano religioso e antisemitismo razziale del XIX-XX secolo.
Per quanto riguarda la Storia antica, è difficoltoso differenziare un maltrattamento riservato agli ebrei dal maltrattamento che si usava in generale verso i popoli e le nazioni sottomesse da parte di altre nazioni; tuttavia, a partire dalla diffusione del cristianesimo in Europa, l'antisemitismo è senza dubbio presente.
Dopo l’Olocausto del XX secolo, la formazione dello Stato d'Israele nel 1948 ha contribuito a creare nuove tensioni  in tutto il Medio Oriente. Dato che è stato il movimento sionista a permettere la formazione dello stato d'Israele, si è iniziato a parlare di antisionismo per indicare l’ostilità verso l'esistenza di Israele. Alcuni identificano l’antisionismo con il neoantisemitismo.

## Temi propagandistici dell'antisemitismo
I temi propagandistici dell'antisemitismo sono tutte quelle tematiche volte ad accrescere e a rinfocolare la paura e l'odio nei confronti degli ebrei. In particolar modo le canard (false notizie, pettegolezzi e leggende metropolitane) diffusesi tra l'alto medioevo e tutto il periodo del rinascimento assunsero valore di demonizzazione.
Le accuse rivolte alla comunità ebraica sono state spesso molto contradditorie. Paradossalmente agli ebrei si rinfacciava di essere ciò che la maggioranza imponeva loro, cioè di separarsi dagli altri quando erano costretti per legge a vivere in quartieri separati; di praticare laddove la legge permetteva loro – e anzi, li incoraggiava – il prestito a interesse, che a cristiani e musulmani era ufficialmente interdetto; di non favorire le conversioni, quando queste erano duramente sanzionate dalla legge (si veda la persecuzione dei marrani in Spagna). Questo ha portato alcuni analisti a sostenere che i pregiudizi anti-ebraici sono motivati da un irragionevole odio di fondo, e non da motivazioni concrete.
In particolare, Jocelyn Hellig, autore nel 2003 di The Holocaust and Antisemitism: A Short History, nota che nessun altro gruppo di persone al mondo è mai stato accusato simultaneamente, tra l'altro:
- di alienazione dalla società e contemporaneamente di cosmopolitismo;
- di essere favorevoli all'isolazionismo per se stessi e di promuovere la mescolanza razziale degli altri;
- di essere degli sfruttatori del capitalismo e agenti della finanza internazionale ma al contempo anche esponenti del marxismo rivoluzionario;
- di avere una mentalità incline al materialismo ed assieme di essere il "popolo del Libro" (Ahl al-Kitab);
- di agire come aggressori militanti ed anche di rappresentare il pacifismo più codardo;
- di aderire ad una religione superstiziosa ma anche di essere agenti del laicismo più sfrenato;
- di sostenere una rigida legge religiosa (le 613 Mitzvot) ma anche di essere moralmente decadenti;
- di proclamarsi popolo eletto ed insieme di avere una "natura umana inferiore";
- di essere arroganti pur mostrandosi timidi;
- di sottolineare l'individualismo e tuttavia anche di sostenere l'adesione ad una comunità;
- di essere colpevoli della crocifissione di Gesù e contemporaneamente venire incolpati per aver inventato il cristianesimo.

Michael Curtis sottolinea che questo catalogo di accuse non ha la possibilità di essere tutto vero in un colpo solo e che nessun altro popolo è mai riuscito in realtà ad avere un tale monopolio totalizzante nei riguardi del "male".

### Canard e falsi storici

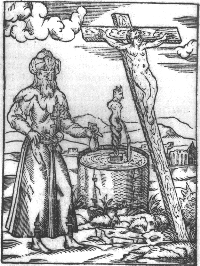
Incisione alsaziana basata sull'originale tardo medievale "Ebreo avvelena un pozzo d'acqua per diffondere la peste nera in Europa"

I pregiudizi e i miti che demonizzavano gli ebrei sono stati alimentati da canard: i canard erano notizie non controllate pubblicate dalle gazzette. Fra i più tristemente famosi vi sono i canard pubblicati durante le epidemie, in quanto si diffuse la diceria che gli ebrei avvelenavano segretamente i pozzi Il cliché dell'"ebreo avvelenatore di pozzi" resterà uno dei temi principali dell'antisemitismo, e tornerà nel caso del complotto dei medici del 1952-53 in Unione Sovietica.

#### Epistola contra Iudaeorum errores

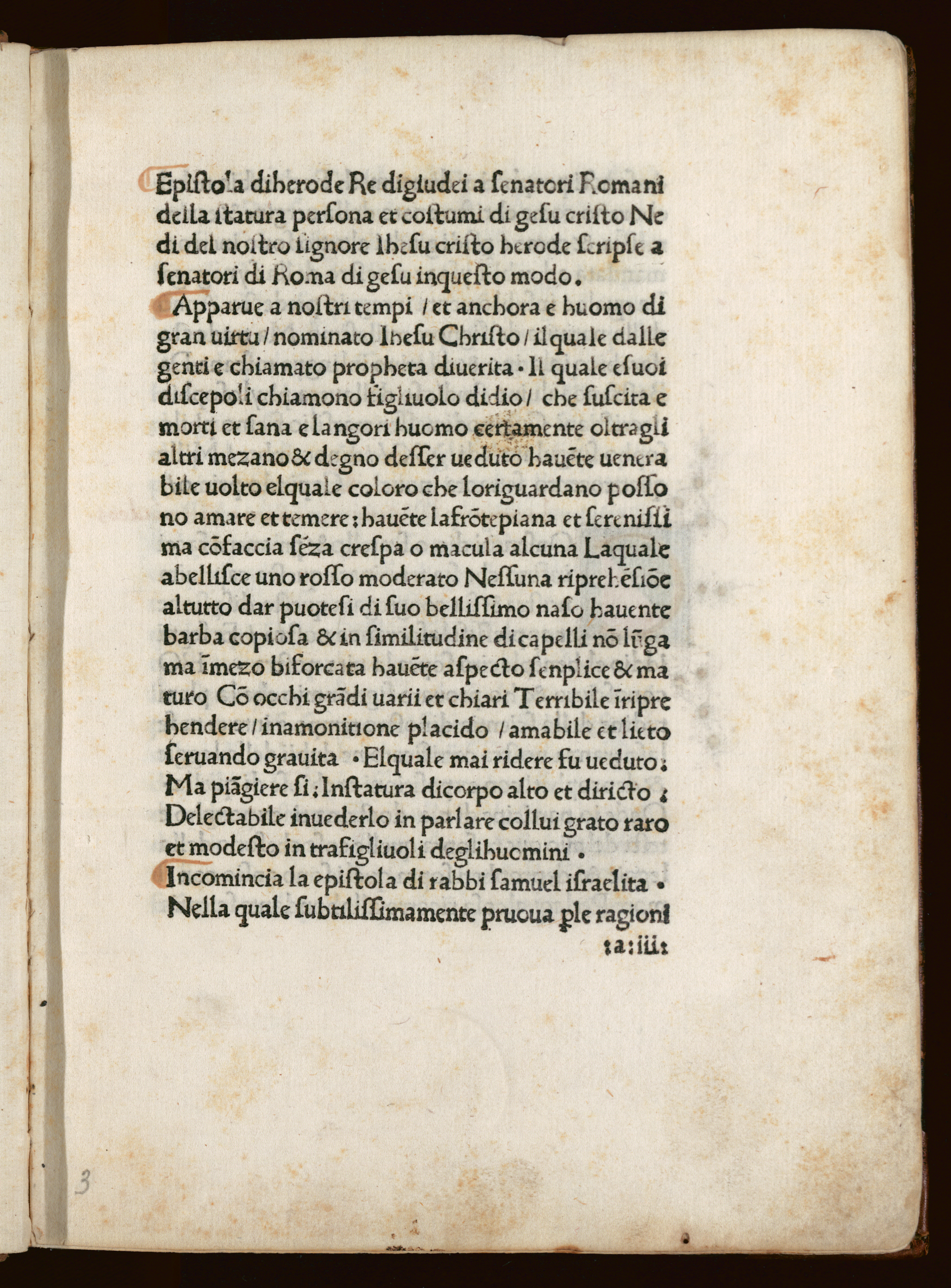
Samuel Marochitanus, Epistola contra Iudaeorum errores, circa 1479

Un documento controverso è il trattato di Samuel Marochitanus Tractatulus multum utilis ad convincendum Judæos de errore suo, quem habent de Messia adhuc venturo, et de observantia legis Mosaicæ . Samuel sarebbe stato un ebreo convertito vissuto in Marocco nel XI secolo. Il suo trattato, conosciuto come Epistola contra Iudaeorum errores secondo alcuni studiosi è un falso storico del XV secolo.
Altri esempi strutturati sono testi pseudo-storici come Il libro del Kahal di Jacob Brafman.

#### Protocolli dei Savi di Sion

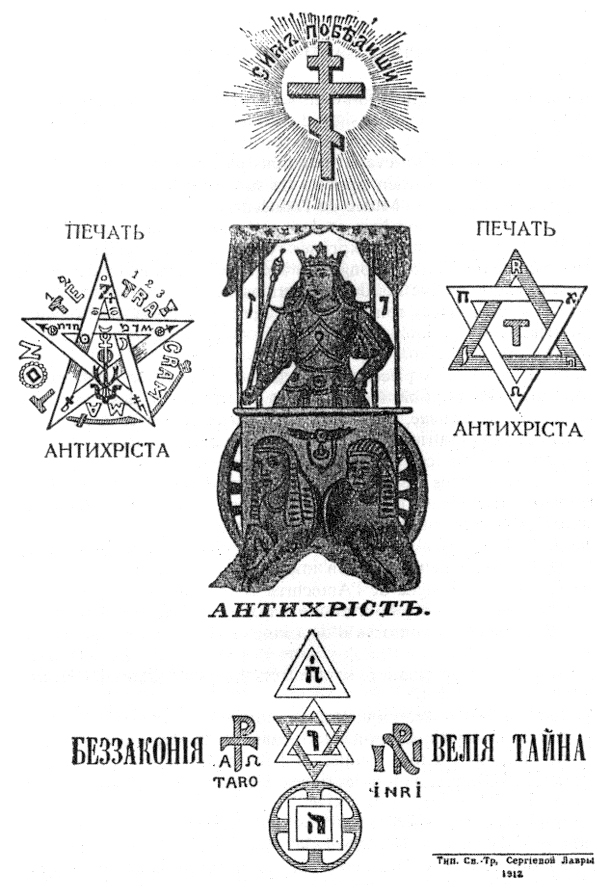
Edizione russa del 1912 dei Protocolli dei Savi di Sion, famoso falso storico

I Protocolli dei Savi di Sion (in russo Протоко́лы сио́нских мудрецо́в?, Protokoly sionskich mudrecov) sono un famoso falso storico creato dall'Ochrana, la polizia segreta dell’ impero russo zarista, con l'intento di suscitare odio per gli ebrei e incanalare contro di loro il malcontento della popolazione russa. Il libro si presenta come un documento segreto attribuito a una fantomatica cospirazione ebraica e massonica il cui obiettivo sarebbe stato di impadronirsi del mondo.

La natura di falso fu appurata già fin dai primi tempi successivi alla pubblicazione di detti Protocolli, avvenuta per la prima volta nel 1903 Si ritiene che l'autore della prima stesura fu Sergej Aleksandrovič Nilus tra il 1901 e il 1903,, che ne diffuse delle copie personalmente in Russia, fino a che non venne pubblicata da un quotidiano di Pavel Kruševan;. Da lì iniziò ad avere risonanza anche nel resto d'Europa. Una serie di articoli pubblicati su The Times nel 1921 e sulla Frankfurter Zeitung nel 1924 dimostrarono che il contenuto dei documenti era falso; in effetti, gran parte del materiale era frutto di plagio da precedenti opere di satira politica e romanzi non correlati agli ebrei.

#### Profezia di Benjamin Franklin

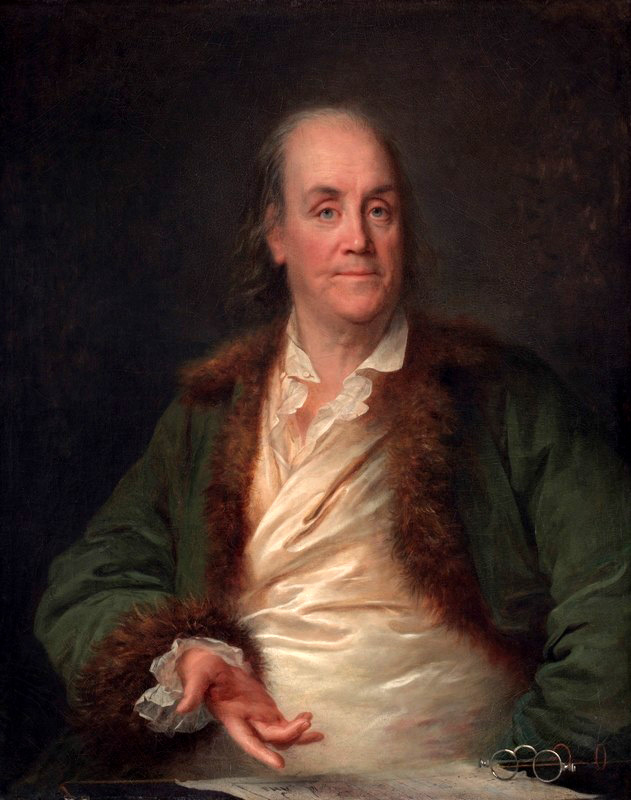
Benjamin Franklin, statista e inventore: a lui viene falsamente attribuita una "profezia" antisemita

La Profezia di Benjamin Franklin, detta talvolta la "Falsificazione di Franklin", è un discorso antisemita attribuito falsamente a Benjamin Franklin, che mette in guardia dai supposti pericoli nell'accettare gli ebrei nel nascente stato degli Stati Uniti d'America. Questo discorso sarebbe stato trascritto da Charles Cotesworth Pinckney durante la Convenzione di Filadelfia del 1787, ma era sconosciuto prima del 1934, quando comparve sulle pagine del settimanale  Liberation, organo della Legione d'argento d'America, un'organizzazione filo-nazista fondata da William Dudley Pelley. Non esiste prova dell'autenticità del documento e alcune affermazioni di Pelley sono state confutate.

### Rappresentazioni disumanizzanti

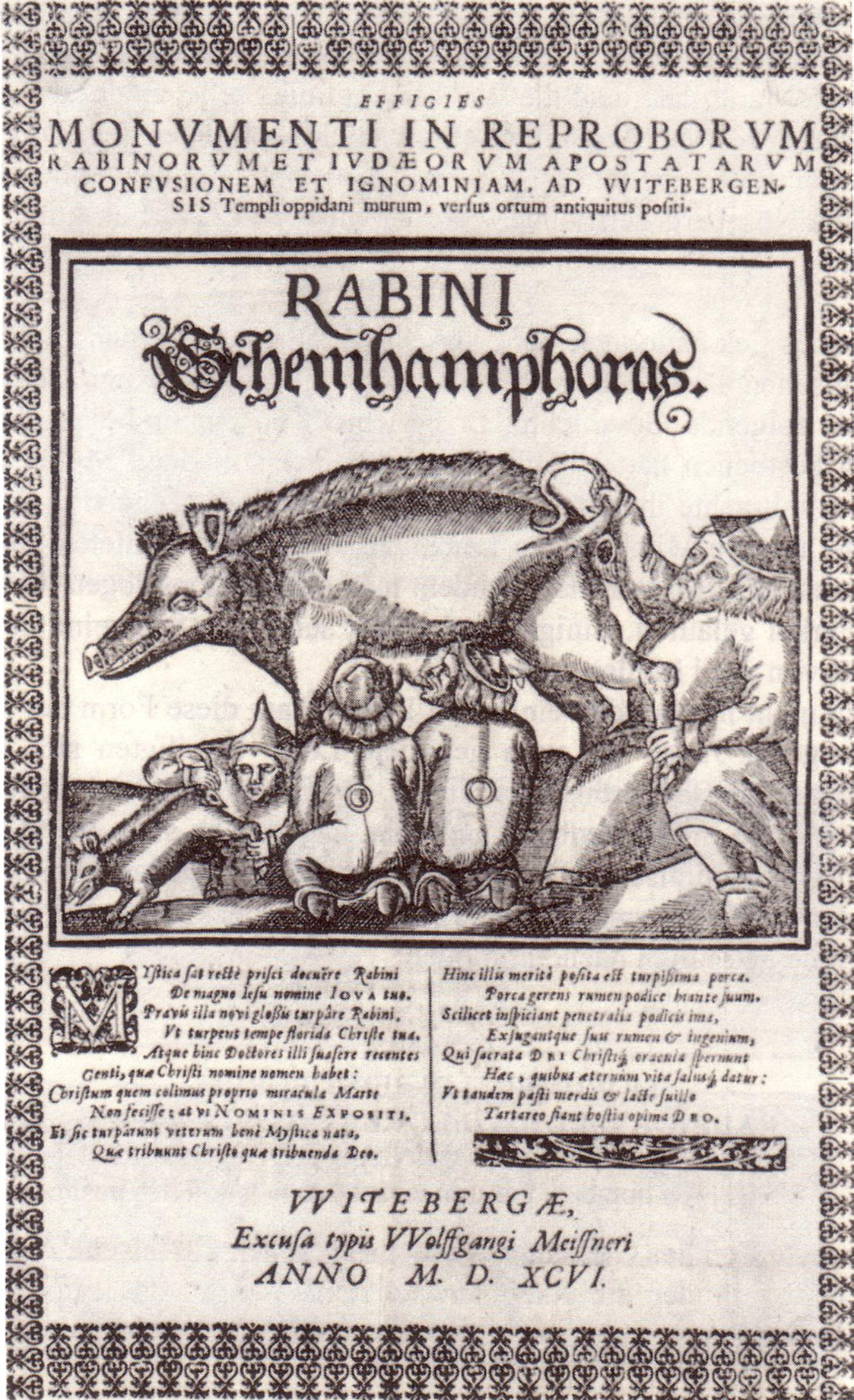
Opuscolo con la Judensau, Wittenberg, 1596

La Judensau (letteralmente in tedesco: «Scrofa degli Ebrei») è una rappresentazione disumana degli ebrei usata per descrivere motivi animali, metaforicamente apparsi durante il Medioevo nell'arte cristiana e nelle caricature antisemite, quasi esclusivamente nei paesi di lingua tedesca, soprattutto in Germania, e con qualche caso anche in Austria, Belgio, Svizzera, Svezia a partire dal secolo XIII fino al XVI secolo. In particolare l'utilizzo dell'immagine del maiale aveva lo scopo di umiliare e di disumanizzare gli ebrei e di far dire che gli ebrei fossero più simili ai suini  che ai primati  dato che il suino è considerato un animale impuro nella religione ebraica e il consumo della sua carne è espressamente vietato dal Casherut.

### Germania

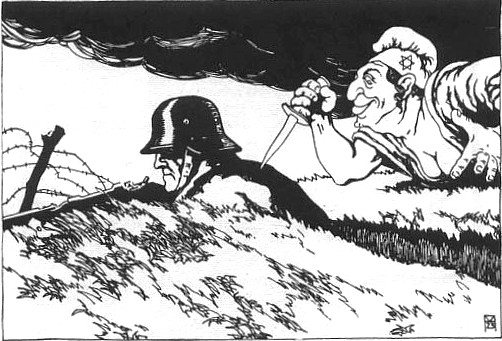
Cartolina propagandistica che raffigura la leggenda della "pugnalata alle spalle" (Dolchstoßlegende) data dall'ebreo in berretto frigio al valoroso soldato tedesco durante la prima guerra mondiale.

Con l'ascesa del nazismo i temi propagandistici antisemiti si incrociano con l'ideologia eugenetica.
La propaganda antisemita fu uno dei temi più comuni all'interno della propaganda nazista, anche se è stato occasionalmente occultato per ragioni meramente tattiche, come durante i Giochi della XI Olimpiade svoltisi a Berlino nel 1936. Esso è un argomento ricorrente nel libro di Hitler, il Mein Kampf, fatto pubblicare negli anni venti.
All'inizio della sua adesione al partito nazista Hitler presentò gli ebrei come i responsabili di tutti i problemi morali ed economici della Germania, secondo lui fautori del bolscevismo e del "capitalismo internazionale". Egli accusò gli ebrei di aver accumulato in massa i soldi nazionali estirpando in tal modo le basi dell'economia già vacillante della Repubblica di Weimar, causa diretta quindi di tutti i problemi economici del paese.
Riuscì ad attirare ulteriori sentimenti antisemitici attraverso la Dolchstoßlegende (leggenda della pugnalata alle spalle), questo per spiegare la sconfitta avvenuta durante la prima guerra mondiale e giustificare le proprie opinioni come autodifesa. Nel corso di un suo discorso Hitler pronunciò una tirata antisemita concludendo con la domanda: Chi sta dietro al fallimento degli sforzi bellici dell'impero tedesco? La folla gridò esplodendo plaudente: gli ebrei".

### Italia
L'antisemitismo italiano, al contrario di quello tedesco (basato su pregiudizi razziali/biologici/sessuali), aveva una forte componente religiosa/spirituale: tendeva cioè, almeno nelle intenzioni iniziali di alcuni dei suoi padri (tra cui diversi religiosi cattolici), a discriminare principalmente gli ebrei non convertiti. Lo stesso Mussolini elaborò lo slogan "Discriminare e non perseguitare" per indicare la filosofia che, secondo la versione data dal regime, sarebbe stata adottata nell'applicazione delle leggi razziali e, in un discorso tenuto a Trieste nel settembre 1938, affermò esplicitamente che "gli ebrei che hanno indiscutibili titoli di benemerenze militari e civili troveranno la giusta comprensione del Regime". Questo esplicitare un distinguo rispetto all'ondata antisemita "biologica" europea, era probabilmente dovuto, tra le altre cose, al tentativo di rassicurare quella parte degli ebrei italiani (soprattutto tra le classi più benestanti) che fino ad allora avevano appoggiato prima il movimento fascista e poi la dittatura.
Con l'avvento della Repubblica Sociale Italiana questa distinzione tra antiebraismo spirituale e antiebraismo biologico venne completamente a cadere, e gli ebrei italiani vennero perseguitati alla pari di quelli tedeschi.

## Antiebraismo precristiano
Il primo avvenimento di antisemitismo è oggetto di dibattito tra gli studiosi, in gran parte perché differenti scrittori usano definizioni diverse dell'antisemitismo. I termini "antisemitismo religioso" e "antigiudaismo" vengono talvolta utilizzati per riferirsi all'animosità verso l'ebraismo come religione piuttosto che per incasellare gli ebrei in un particolare gruppo etnico o razziale.
Lo storico Edward Flannery descrive l'antisemitismo presente nei tempi antichi come "essenzialmente culturale, assumendo a volte forma di xenofobia nazionalista con risvolti negli ambiti politici"(, p. 25).
I primi chiari esempi del sentimento antiebraico possono essere ricondotti ad Alessandria d'Egitto nel corso del III secolo a.C. Alessandria ospitò in quel tempo la più vasta comunità ebraica del mondo e la Septuaginta (Versione dei Settanta), una traduzione in lingua greca dell'Antico Testamento (Bibbia ebraica) venne prodotta lì in quel periodo.
Manetone, un sacerdote e storico egizio vissuto nel III secolo a.C. scrisse scrupolosamente sugli ebrei; i suoi temi si ripetono nelle opere di Cheremone di Alessandria, Lisimaco, Posidonio, Apollonio Molone, Apione e Publio Cornelio Tacito. Manetone scrisse che gli ebrei furono espulsi dagli allora abitanti dell'antico Egitto in quanto affetti da lebbra e che questi seguirono l'insegnamento dato loro da Mosè di non adorare gli Dèi". Gli stessi temi comparvero nelle opere di Cheremone ateniese, Lisimaco, Posidonio e Apollonio Molone, oltre che in Apione e Tacito. Agatarchide di Cnido scrisse delle "pratiche ridicole" degli ebrei e dell'assurdità della loro Legge e di come Tolomeo I poté invadere Gerusalemme nel 320 a.C. perché i suoi abitanti stavano osservando lo Shabbat.
Ecateo di Abdera viene citato da Flavio Giuseppe per avere scritto, durante il tempo di Alessandro Magno, che gli ebrei "sono stati spesso trattati in modo dannoso dai re e dai governatori della Persia, ma non possono essere dissuasi dall'agire come meglio pensano, ma quando vengono spogliati delle loro ragioni e vengono inflitti loro tormenti fino all'essere condotti ai più spaventosi tipi di morte, vi vanno incontro in una maniera straordinaria al di là di tutte le altre persone e non rinunciando mai alla religione dei loro antenati".
Uno dei primi editti antiebraici fu quello promulgato da Antioco IV nel 170-167 a.C., il quale ebbe come conseguenza lo scatenamento di una rivolta da parte dei Maccabei nell'intero territorio della Giudea.
L'antico filosofo ebraico Filone di Alessandria descrive un attacco commesso contro gli ebrei ad Alessandria nel 38 a.C. in cui morirono migliaia di persone. La violenza dei cittadini di Alessandria potrebbe essere stata causata dalla ritrattistica che vedeve gli ebrei essere affetti da misantropia. Lo storico Victor Tcherikover sostiene che la ragione dell'odio nei confronti degli ebrei durante l'ellenismo era data dalla loro voluta separazione all'interno delle poleis Greche.
Le dichiarazioni che dimostrano un pregiudizio contro gli ebrei e la loro religione si trovano come detto già nelle opere di molti scrittori greci e romani pagani nel periodo ellenistico e romano.  Il professor Gideon Bohak ha sostenuto che la precoce animosità nei confronti degli ebrei non può essere considerata come antigiudaica o antisemita, a meno che non si fosse trattato di atteggiamenti generali antiebraici di tipo etnico; occorre ricordare qui che molti Greci dimostravano animosità verso qualsiasi gruppo che essi considerassero barbari. Tuttavia, Edward Flannery scrive che era il rifiuto degli ebrei ad accettare le norme religiose e sociali greche che li hanno contrassegnati in una maniera negativa.
Ecateo di Abdera, uno storico greco dell'inizio del III secolo a.C. scrisse che Mosè "ricordando l'esilio del suo popolo, ha istituito per loro un modo misantropico e inospitale di vita". Esiste un esempio riguardante un antico governatore dell'antica Grecia, Antioco IV, che dissacra il Secondo Tempio e vieta le pratiche religiose ebraiche, come la circoncisione, l'osservanza dello Shabbat e lo studio dei libri religiosi ebraici; questo durante il periodo dell'impero seleucide in cui la cultura greca era predominante in tutti i territori del Mediterraneo orientale. Le dichiarazioni che presentano pregiudizi nei confronti degli ebrei e della loro religione si trovano anche nelle opere di alcuni scrittori classici greco-romani.
Si hanno tracce di antisemitismo nelle "Historiae" di Tacito, dove è presente una digressione sugli usi e costumi del popolo ebraico, in cui l'autore latino esprime con disprezzo la diffidenza del pagano colto nei confronti di un popolo di cui fraintende le usanze e la religione, incentrata sul culto di un unico dio.

## Antiebraismo teologico
L'antigiudaismo è l'opposizione totale o parziale al giudaismo/ebraismo e agli ebrei in quanto suoi aderenti, da parte di persone che accettano un sistema concorrenziale di credenze e pratiche rituali e che considerano pertanto la filosofia ebraica e l'Halakhah (tradizione normativa) come dottrine inferiori.
L'antigiudaismo, in quanto rifiuto di un particolar modo di pensare a Dio, viene spesso distinto dall'antisemitismo il quale è più simile ad una forma di razzismo; a rigor di termini non dovrebbero essere confusi, anche se entrambi possono influenzarsi mutualmente.

### Antisemitismo nel Cristianesimo
In ambito cristiano il termine antigiudaismo indica sentimenti di commiserazione, deprecazione, disprezzo nei confronti degli ebrei, popolo eletto, ritenuti collettivamente responsabili della morte di Gesù e/o del mancato riconoscimento come Messia: sentimenti, questi, presenti in tutta la storia cristiana.

#### Patristica
Alcuni accusano i padri della Chiesa di aver causato indirettamente degli atti antisemiti a causa di alcune dichiarazioni in cui definiscono questo popolo "assassini... nemici di Dio, avvocati del diavolo, demòni" (San Gregorio di Nissa); "serpenti la cui immagine è Giuda e la cui preghiera è un raglio d'asino" (San Giovanni Crisostomo).
I difensori della tradizione cristiana ribattono che l'antigiudaismo non è un odio razzista bensì una posizione di natura prettamente teologica, poiché ha come oggetto non l'etnia di appartenenza ma il credo religioso in quanto tale. Chi sostiene questa tesi aggiunge sovente che nessun vero cristiano potrebbe ragionevolmente essere antisemita, poiché i primi cristiani e lo stesso Gesù erano tutti ebrei.

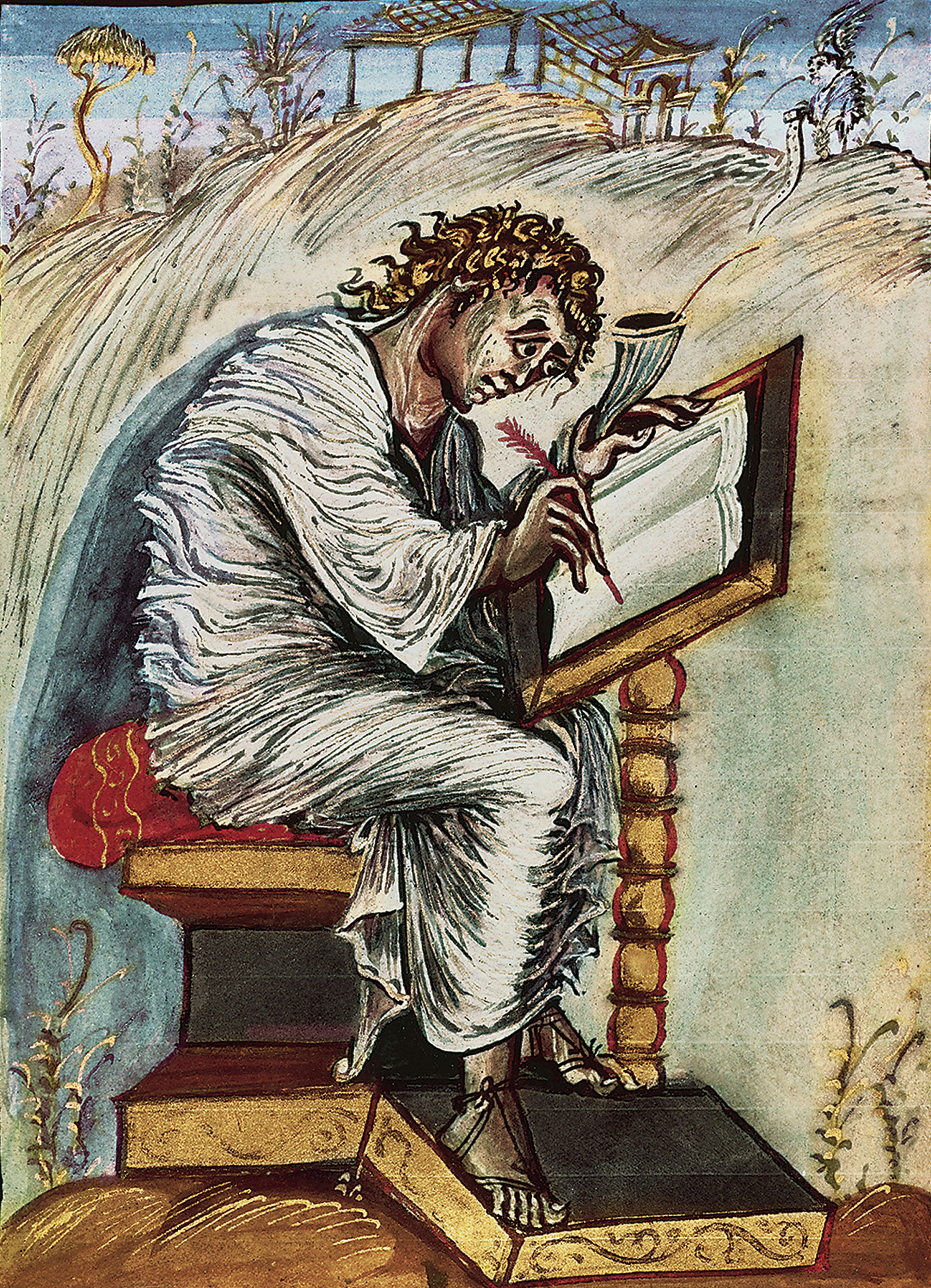
San Matteo evangelista, miniatura dei Vangeli di Ebbone, IX secolo

Attualmente, anche autorevoli studiosi cristiani ammettono come i primi cristiani e i Padri e Dottori della Chiesa usarono gli stessi vangeli in maniera antiebraica. Ad esempio, una delle frasi più note, in merito all'assunzione di responsabilità della morte di Gesù da parte degli Ebrei, è il passo del Vangelo secondo Matteo dopo la condanna a morte di Gesù da parte di Pilato Mt27,25: "E tutto il popolo rispose: «Il suo sangue ricada sopra di noi e sopra i nostri figli»". Questo passo è contenuto solamente nel Vangelo secondo Matteo, e non negli altri vangeli sinottici ; tale frase "com'è noto [...] non è storica: proietta all'indietro le polemiche tra i Giudei e i seguaci di Gesù della fine del I secolo" e gli esegeti del cattolico "Nuovo Grande Commentario Biblico" evidenziano in merito come "l'amaro, sgradevole carattere di questo versetto può essere solo capito come risultato della polemica contemporanea tra Cristiani ed Ebrei e alla luce della prospettiva storica di Matteo". Il teologo John Dominic Crossan, ex sacerdote cattolico e tra i cofondatori del Jesus Seminar, sottolinea che "questa reiterata giustapposizione tra gli ebrei che domandano la crocifissione di Gesù e le dichiarazioni romane sull'innocenza di Gesù stesso non è profezia e neanche è storia. È propaganda Cristiana" e "alla luce del successivo antigiudaismo Cristiano e alfine dell'antisemitismo genocida, non è più possibile in retrospettiva pensare che questa finzione della passione fosse una propaganda relativamente benigna. Per quanto spiegabili le sue origini, difendibili le sue invettive e comprensibili i suoi motivi tra i Cristiani che lottavano per la sopravvivenza, la sua ripetizione è adesso diventata la più duratura menzogna e, per la nostra integrità, noi Cristiani dobbiamo alla fine definirla in tal modo", inoltre "una volta che l'Impero Romano divenne Cristiano questa finzione diventò letale". Anche il biblista cattolico tedesco Josef Blinzler riconosce: "la storia della passione di Gesù si è realmente trasformata nella storia della sofferenza degli Ebrei; la strada del Signore verso la croce è diventata una via dolorosa della gente ebraica attraverso i secoli". Il teologo e sacerdote cattolico Raymond Brown evidenzia che "mentre l'intero Nuovo Testamento è stato mal usato in maniera antiebraica, questo testo, con tutta la gente che urla «Il suo sangue ricada sopra di noi e sopra i nostri figli», ha avuto un ruolo speciale. È stato trattato come se fosse una auto maledizione con la quale la gente ebraica attirò su sé stessa il sangue di Gesù per tutti i tempi successivi. [...] Questa è una di quelle frasi che sono state responsabili per oceani di sangue umano e un incessante flusso di miseria e desolazione"; aggiunge tale teologo come la stessa frase fu poi usata dai primi cristiani e dai Padri e Dottori della Chiesa: "Origene andò drasticamente aldilà del giudizio di Matteo quando nel 240 dopo Cristo egli scrisse: «per questa ragione il sangue di Gesù ricade non solo su quelli che vissero al momento ma anche su tutte le generazioni di Giudei che seguirono, fino alla fine dei tempi». Sfortunatamente egli fu seguito nella sua valutazione da alcuni dei più grandi nomi della Cristianità" e ad esempio "Sant'Agostino, Giovanni Crisostomo, Tommaso d'Aquino, Lutero, etc, sono citati come sostenitori, con preoccupante ferocia, del diritto e anche del dovere dei Cristiani di disprezzare, odiare e punire gli Ebrei".
Anche in altri passi dei vangeli si trovano simili tendenze antiebraiche e gli studiosi del cattolico "Nuovo Grande Commentario Biblico" osservano - in merito al verso Mc14,55 "Intanto i capi dei sacerdoti e tutto il Sinedrio cercavano una testimonianza contro Gesù per metterlo a morte, ma non la trovavano" - come "Marco sta presentando l'udienza come un vero e proprio processo davanti a tutto il Sinedrio. Questa tendenza faceva probabilmente parte dello sforzo generale dei Cristiani di diminuire il coinvolgimento dei Romani nella morte di Gesù e di accrescere quello dei Giudei".
Anche nel Vangelo secondo Luca - in merito al verso Lc23,25: "Rilasciò colui che era stato messo in carcere per sommossa e omicidio e che essi richiedevano, e abbandonò Gesù alla loro volontà" - gli studiosi dell'interconfessionale "Parola del Signore Commentata" rilevano che "in modo ancora più forte di Matteo, Luca giudica i Romani liberi dalla «colpa» della morte di Gesù. Luca tace addirittura il fatto che sia stato Pilato a pronunziare la sentenza di morte. L'unico fatto che egli ci riferisce è che il governatore lasciò che fossero gli abitanti di Gerusalemme a decidere sulla sorte di Gesù".
In merito ad un altro scritto attribuito a Luca, "non ci possono essere dubbi che una serie di passaggi degli Atti degli Apostoli inaspriscono la visione del coinvolgimento giudaico nella morte di Gesù [e] andando oltre all'idea della condanna di Gesù, alcuni di questi brani presentano gli stessi Ebrei come coloro che lo uccisero".
Nelle lettere di Paolo si sottolinea come "Cristo crocifisso fu considerato essere un ostacolo per gli Ebrei (1Corinti1,23), il rifiuto di Cristo un più grande ostacolo per Israele (Romani9-11)"; inoltre, nella Prima lettera ai Tessalonicesi - che, scritta attorno al 50 d.C., è il più antico documento neotestamentario esistente - con "forte tono antisemitico [...] Paolo enumera una serie di accuse contro i Giudei: l'uccisione di Gesù e dei profeti, la persecuzione contro Paolo e i suoi collaboratori, la disubbidienza verso Dio, l'inimicizia nei confronti degli uomini, il porre impedimenti al vangelo perché non raggiunga i pagani laddove possa servire alla loro salvezza".

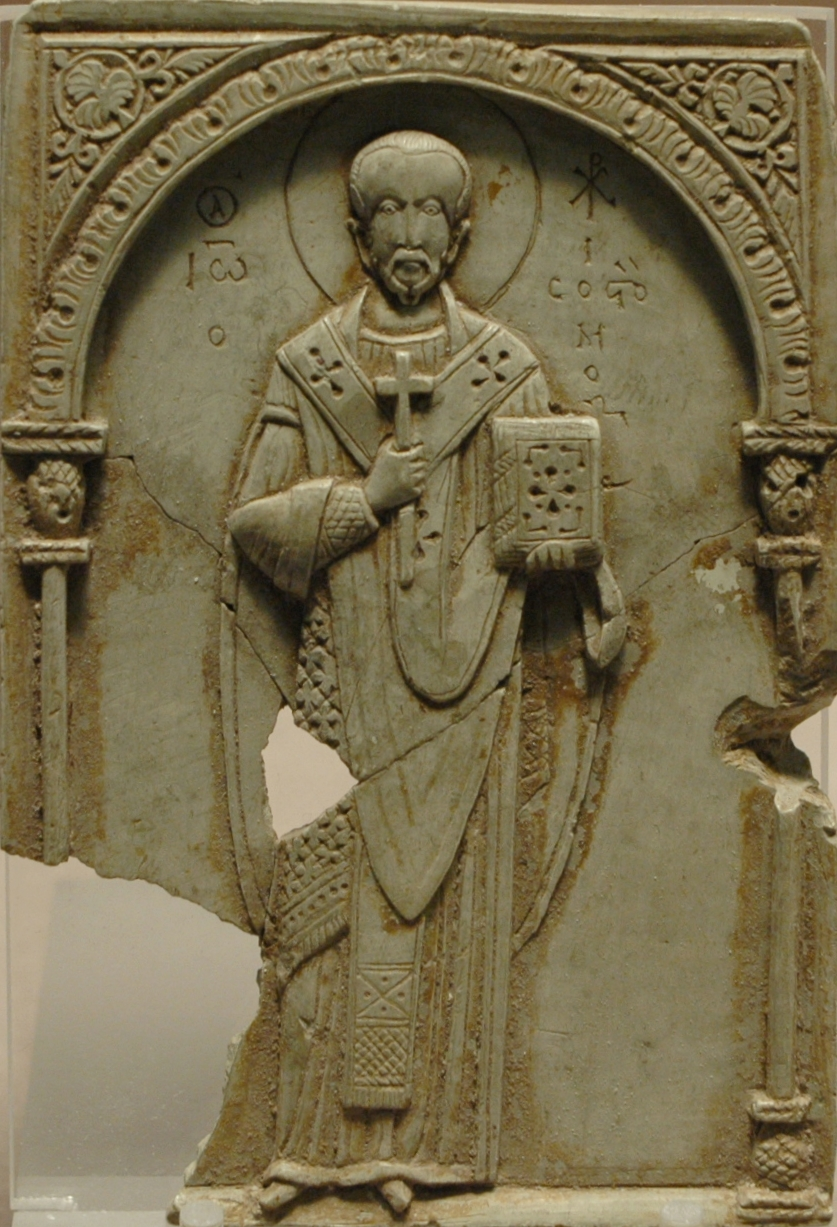
Giovanni Crisostomo, bassorilievo bizantino dell'XI secolo(Museo del Louvre di Parigi)

Nei primi due anni dopo la sua ordinazione sacerdotale, Giovanni Crisostomo pronunciò fra l'altro otto omelie sui giudei e i "giudaizzanti" dal titolo Adversus Judaeos Contro i Giudei. Queste omelie di Giovanni Crisostomo sono considerate dal prete anglicano James Parkes «la più orribile e violenta denuncia del giudaismo negli scritti di un teologo cristiano». La loro notorietà è legata al fatto che furono prese, pretestuosamente, dai nazisti in Germania nel tentativo di legittimare l'Olocausto e utilizzate in generale dagli antisemiti per giustificare la persecuzione degli ebrei, così come furono strumentalizzate per diffondere l'opinione che gli ebrei fossero collettivamente responsabili della morte di Gesù, mettendo a rischio di pogrom le comunità ebraiche che vivevano nelle città cristiane.
Secondo lo storico Jeremy Cohen la tradizione cristiana ha imposto «l'affermazione del cristianesimo attraverso la negazione dell'ebraismo», perché fin dalle origini del cristianesimo i suoi dirigenti avevano considerato «la polemica contro gli ebrei come loro dovere religioso». Anche laddove essi non costituivano alcuna minaccia immediata per la Chiesa, e perfino dove erano del tutto assenti, la tradizione Adversus Iudaeos aveva continuato a fiorire

#### Concilio Lateranense IV (1213)

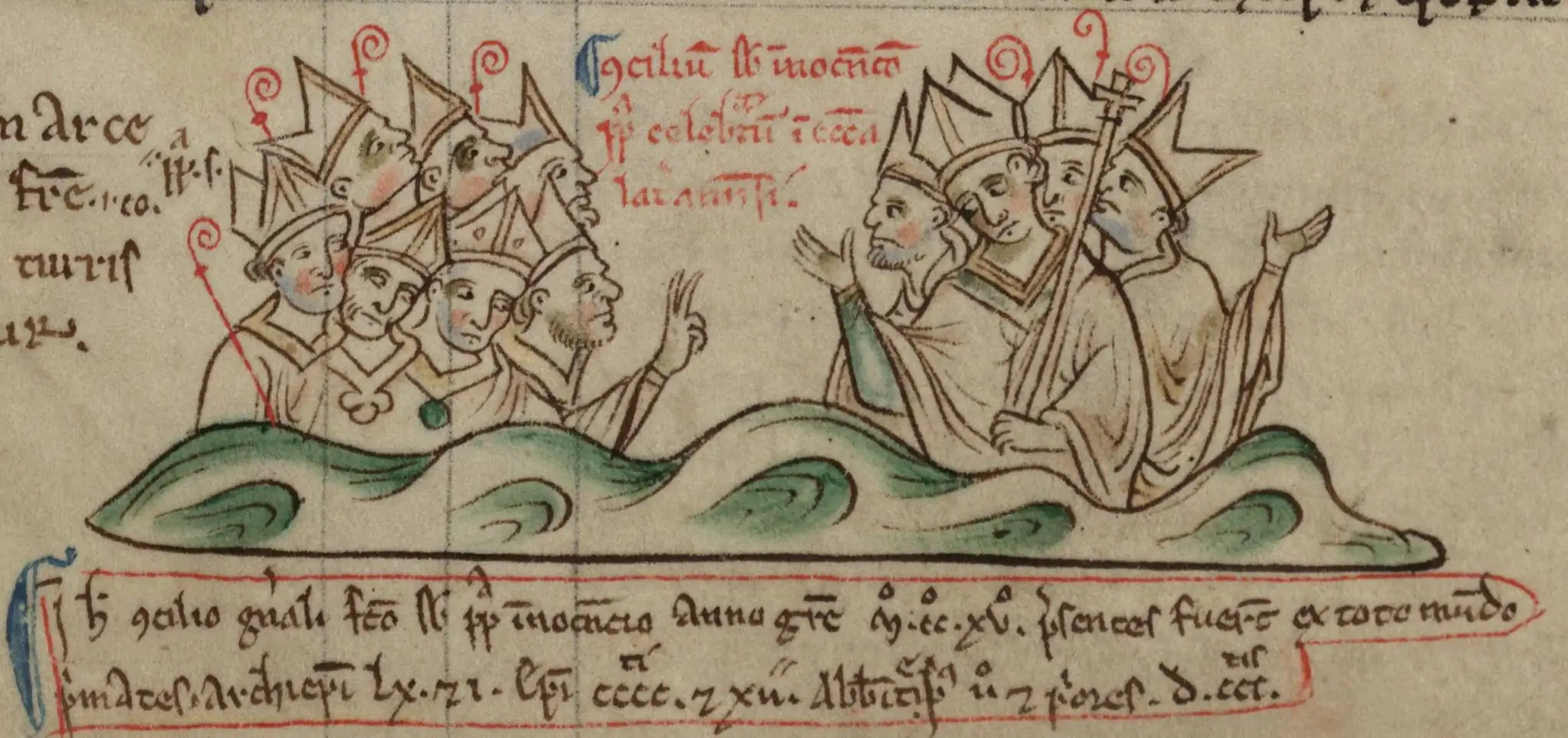
Matteo da Parigi, illustrazione del Concilio Lateranense IV

Il Concilio Lateranense IV del 1213 relativamente ai decreti 67, 68, 69, 70, riafferma disposizioni già prese in precedenza riguardanti gli Ebrei, e ne stabilisce altre che rimarranno classiche fino alla Rivoluzione francese, anche se saranno applicate diversamente nei vari Paesi e rimarranno fondamentali fino alle bolle infami del Cinquecento. Sono quattro le disposizioni relative agli Ebrei:
- decreto 67: mentre per i cristiani è vietato il prestito a interesse, agli Ebrei viene permesso, ma deve essere esercitato in modo non usurario e vessatorio, perché « se in seguito i Giudei, sotto qualsiasi pretesto, estorcessero ai cristiani interessi gravi e smodati, sia proibito ogni loro commercio con i cristiani, fino a che non abbiano convenientemente riparato »;
- decreto 68: gli Ebrei devono distinguersi dai cristiani per il modo di vestire, per evitare involontarie unioni sessuali promiscue, se occorre, anche con dei segni di riconoscimento (antecedenti della famigerata stella di David fatta apporre dai nazisti sugli abiti degli ebrei);[72] nei quattro giorni di lutto annuale dei cristiani (domenica delle palme e triduo pasquale) è loro vietato danzare di gioia per oltraggio alla morte di Gesù o mostrarsi in pubblico, specialmente se con abiti volutamente più ornati del solito per spregio del lutto dei cristiani;
- decreto 69: ripete una vecchia disposizione, già presente nel codice teodosiano: agli Ebrei è vietato rivestire uffici pubblici, « poiché è cosa assurda che chi bestemmia Cristo debba esercitare un potere sui cristiani »;
- decreto 70: vengono condannati i battesimi fatti per convenienza e si invitano i pastori d'anime ad aiutare gli ebrei convertiti ad abbandonare i precedenti riti e a vivere cristianamente.

#### Bolle "infami" (1555-1593)
Nel XVI secolo, tre bolle papali hanno preso di mira le comunità ebraiche dello Stato pontificio: si tratta di Cum nimis absurdum (1555), Hebraeorum gens (1569), Caeca et obdurata (1593). Lo storico ebreo italiano Attilio Milano ha qualificato queste tre bolle come bolle infami .
- La bolla pontificia Cum nimis absurdum (1555) è considerata un esempio di antisemitismo cattolico, che contrastava con la relativa tolleranza tenuta fino a quel momento dai Papi, rispetto ad altri regnanti europei. Cedendo alle pressanti insistenze di molteplici regnanti del tempo, chiese locali e, soprattutto, degli ordini religiosi, in particolare dei Francescani Osservanti, la Chiesa decise di emanare un provvedimento restrittivo per la comunità ebraica dello Stato Pontificio. Inoltre, pareva inaccettabile che si stesse lottando a oltranza contro i protestanti, mentre si tolleravano coloro che negavano la divinità di Cristo. In particolare, la bolla Cum nimis absurdum impose agli ebrei
- l'obbligo di portare un distintivo turchese (glauci coloris);
- l'esclusione dal possesso di beni immobili
- il divieto ai medici ebrei di curare cristiani
- la costruzione di appositi ghetti, fra cui il ghetto di Roma.

-Hebraeorum gens sola quondam a Deo dilecta è l'incipit di una bolla pontificia emanata da papa Pio V il 26 febbraio 1569. Con questo decreto il pontefice ordinò l'espulsione di tutti gli ebrei dai territori dello Stato della Chiesa ad eccezione delle città di Roma e Ancona, dove, per effetto della bolla Cum nimis absurdum di papa Paolo IV, avrebbero avuto l'obbligo di rimanere segregati dall'alba al tramonto all'interno dei ghetti.
- Caeca et obdurata è una bolla pontificia di papa Clemente VIII, del 25 febbraio 1593. Il papa con questa bolla ribadiva le disposizioni già prese dal suo predecessore Pio V con la Hebraeorum gens del 1569, ossia l'espulsione di tutti gli Ebrei dallo Stato Pontificio, ad esclusione dei ghetti di Roma ed Ancona. 

Ma a causa dell'importanza che avevano gli Ebrei nella vita economica dello stato, lo stesso pontefice, qualche mese dopo, fece marcia indietro, permettendo agli Ebrei romani di poter restare nelle loro case. Come scrive la storica ebrea Anna Foa, una delle conseguenze di questa bolla fu la fine della comunità israelitica di Bologna: gli ebrei di questa città dovettero trasferirsi con tutte le proprie mercanzie a Ferrara, sotto gli Estensi, e a Mantova, sotto i Gonzaga, portando con sé anche le ossa dei propri morti.

#### Protestantesimo

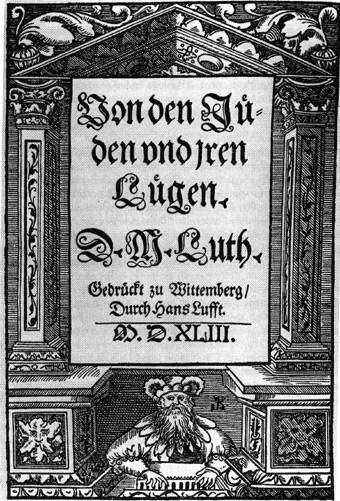
Martin Lutero, "Degli ebrei e delle loro menzogne", Wittenberg 1543

Martin Lutero, un frate tedesco dell'ordine di Sant'Agostino nonché riformatore ecclesiastico ed i cui insegnamenti hanno ispirato la riforma protestante, condizionava l'accettazione degli ebrei alla loro conversione al cristianesimo poiché se era vero, secondo Lutero e il cristianesimo medievale tutto, che il giudaismo era un crimine che doveva essere sradicato, la "colpa" era stata quella di aver dato un "cattivo insegnamento della dottrina cristiana". Il testo Gesù Cristo è nato ebreo (1523) punta infatti a difendere gli ebrei dai pregiudizi e dall'intolleranza. Tuttavia dato che la maggioranza degli ebrei non accettò il battesimo, nel 1543, ormai vicino alla fine della sua vita, Lutero pubblicò il pamphlet Von den Juden und ihren Lügen "Degli ebrei e delle loro menzogne", dove proponeva di bruciare le sinagoghe, abbattere le case degli ebrei, distruggere i loro scritti, confiscare il loro denaro e uccidere i rabbini che predicavano il giudaismo. Il testo presenta gli ebrei in termini estremamente duri e negativi, li condanna dettagliatamente, chiedendone la loro oppressione permanente e l'espulsione. Ad un certo punto Lutero scrive "siamo colpevoli di non ucciderli", un passaggio che "può essere definito il primo lavoro dell'antisemitismo moderno ed un passo enorme in avanti lungo la strada che conduce verso l'Olocausto". 

I duri commenti di Lutero nei confronti degli ebrei sono visti da molti come una diretta continuazione dell'antisemitismo cristiano medievale. Martin Muslow e Richard Popkin sostengono che "l'antisemitismo del primo periodo moderno era peggiore di quello medievale e ciò risulta essere molto più ovvio per quelle aree che comprendono grossolanamente la Germania moderna, in particolare tra i nuovi fedeli del luteranesimo".
(Raul Hilberg commenta l'opera Degli Ebrei e delle loro menzogne in La distruzione degli Ebrei d'Europa)
Nel suo ultimo sermone pronunciato poco prima della sua morte, tuttavia, Lutero predicò: "Noi vogliamo trattarli con l'amore cristiano e pregare per loro, affinché possano convertirsi e ricevere il Signore".

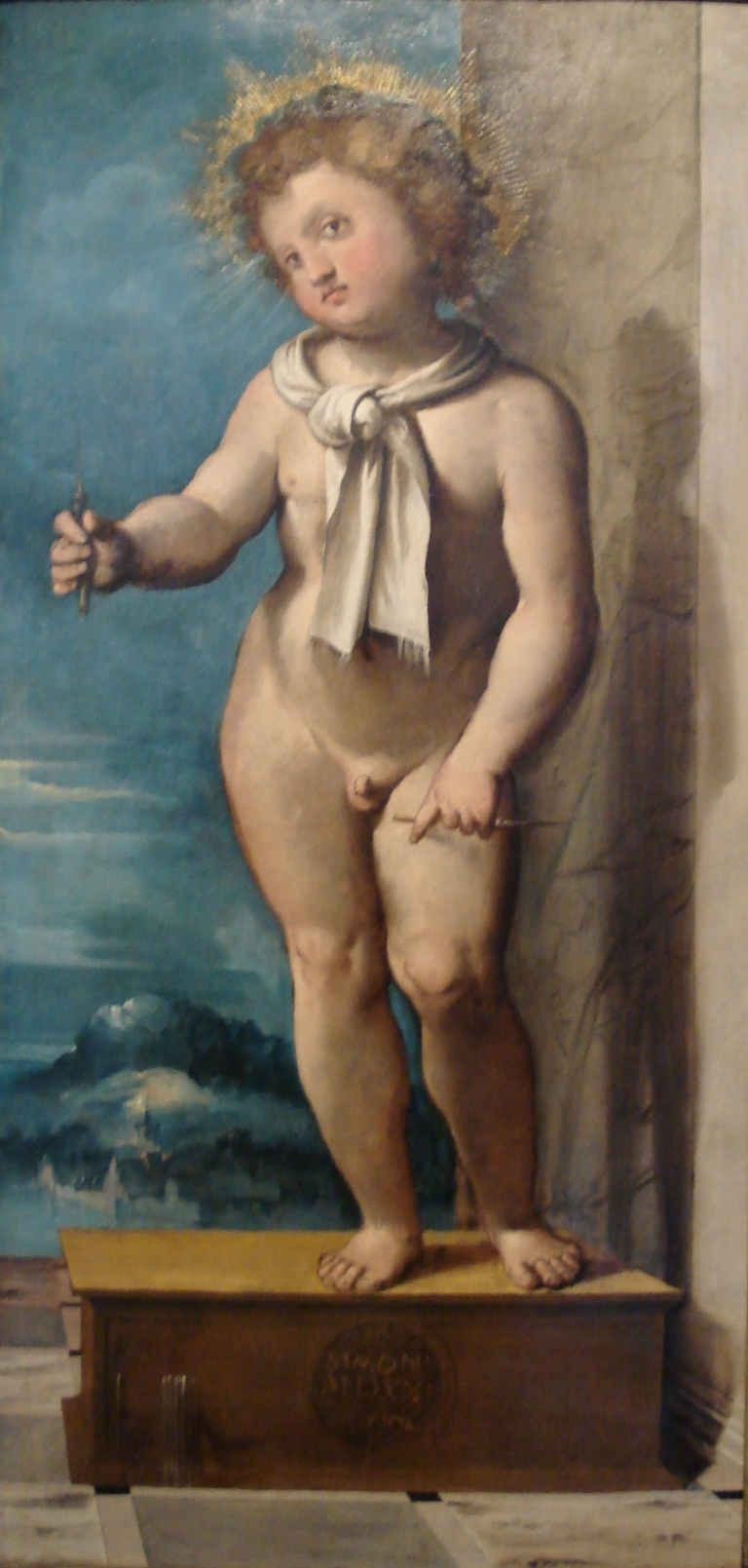
Simonino di Trento in un dipinto di Altobello Melone (1521).

#### La questione del battesimo: il caso Mortara (1850)
L'antigiudaismo è stato alla radice di violenze private, dette anche pogrom, e istituzionali, tramite la persecuzione dei cittadini di religione e cultura ebraica. Il Caso Edgardo Mortara riguardò un bambino ebreo di 6 anni residente nello Stato Pontificio, che venne sottratto alla famiglia perché una domestica lo aveva battezzato all'insaputa dei genitori, rendendolo cattolico. Giacché le leggi dello Stato Pontificio vietavano a persone di altre fedi di crescere i cristiani, i genitori del bambino persero la patria potestà. La gendarmeria pontificia prelevò Edgardo da casa e lo portò in un collegio cattolico, dove divenne poi sacerdote.

#### "Christian Party" (Stati Uniti d'America, 1933)
La Legione d'argento d'America (in inglese Silver Legion of America) è stata una organizzazione politica e paramilitare statunitense di estrema destra, fondata da William Dudley Pelley il 30 gennaio 1933. 

William Dudley Pelley, autore di romanzi, giornalista, sceneggiatore cinematografico e spiritualista esperto di esoterismo e occultismo già dal 1931 predicava teorie antisemite, affermando che gli ebrei fossero persone possedute da demoni. L'obiettivo della Legione d'Argento era quella di apportare un "rinnovamento spirituale e politico" ispirato dal recente successo del movimento nazionalsocialista di Adolf Hitler in Germania.

L'emblema dell'organizzazione era caratterizzato da una lettera "L" scarlatta, che si riferiva al nome del gruppo e rappresentava inoltre le iniziali delle parole "Love" (Amore in inglese), "Lealtà" (agli Stati Uniti d'America) e "Liberazione" (dal materialismo e dagli ebrei). 

L'organizzazione pubblicava un settimanale, Liberation, Pelley è considerato inoltre l'autore del falso storico della cosiddetta "profezia di Beniamino Franklin" la quale apparve per la prima volta sul settimanale dell'organizzazione nel 1934.

Nel 1934, la Legione d'argento aveva circa 15.000 membri, di cui la maggior parte apparteneva alla classe operaia. Il movimento raggiunse l'acme nel periodo della presa del potere di Hitler in Germania, ridimensionandosi negli anni successivi.

Nel 1936 Pelley si candidò alla presidenza degli Stati Uniti nelle elezioni di quell'anno in qualità di terzo partito col nome di Christian Party.. Alle elezioni però prevalse il candidato democratico Franklin D. Roosevelt. Nel 1938 il numero dei membri della Legione d'Argento si era ridotto a 5000 unità.

Nel 1941, dopo l'attacco giapponese a Pearl Harbor e la successiva dichiarazione di guerra degli Stati Uniti alla Germania nazista e all'Italia fascista, il governo, con una legge federale, dichiarò illegale l'organizzazione, che venne quindi perseguita dall'FBI, provocandone in breve la scomparsa.

Pelley morì nella sua abitazione di Noblesville il 30 giugno del 1965. Alla sua morte il New York Times lo definì "un agitatore senza alcun seguito significativo".

#### Concilio Vaticano II (1962-1965)
Durante il Concilio Vaticano II, con la dichiarazione Nostra Aetate del 1965 la Chiesa cattolica ha drasticamente ridotto o eliminato ogni accenno all'antigiudaismo, proprio allo scopo di evitare l'equivoco tra antigiudaismo teologico e antisemitismo. Già dal 1959, infatti, la liturgia cattolica del Venerdì Santo, nella quale era presente il termine latino Oremus et pro perfidis Judaeis (dove perfidi indica la mancanza di fede: la radice è per + fides) era stata modificata da papa Giovanni XXIII (fu papa Pio XII nei primi anni cinquanta a cancellare questa parola); tre anni dopo il termine fu eliminato dall'intero messale.
Analoghe modifiche teologiche furono effettuate nel mondo protestante negli anni sessanta. Resta invece fortemente antigiudaica la liturgia cristiana ortodossa. Alcuni accusano la Chiesa di avere appoggiato Ante Pavelić, il dittatore croato, che in cinque anni massacrò circa un milione di persone tra cui molti ebrei. Il dibattito tuttavia è ben lungi dall'essere chiuso e la questione è ancora molto controversa.
Per la Chiesa cattolica, che ritiene sé stessa legittimo successore spirituale dell'ebraismo antico e più autentico interprete delle Scritture, il ruolo dell'ebraismo moderno in rapporto al cristianesimo si evince, anzitutto, da due celebri documenti del Concilio Vaticano II, Lumen Gentium (1964) e la già citata Nostra Aetate. Il primo documento definisce il "Popolo di Dio", ricordando che esso è composto anzitutto dai battezzati, ma che anche quelli che non hanno ancora ricevuto il Vangelo, anch'essi in vari modi sono ordinati al popolo di Dio. In primo luogo quel popolo al quale furono dati i testamenti e le promesse e dal quale Cristo è nato secondo la carne (cfr. Rm 9,4-5), popolo molto amato in ragione della elezione, a causa dei padri, perché i doni e la chiamata di Dio sono irrevocabili (cfr. Rm 11,28-29). Il secondo documento, Nostra Aetate, condanna la superstizione secondo la quale tutti gli ebrei sarebbero responsabili della condanna a morte di Gesù. Questo atteggiamento è stato successivamente approfondito da papa Giovanni Paolo II.

### Antisemitismo nell'Islam
Anche nel mondo islamico le persecuzioni contro gli ebrei furono diffuse fin dall'inizio della predicazione, a partire dagli episodi che si verificarono a Yathrib all'epoca del profeta Maometto che però possono essere ricondotti a uno scontro essenzialmente politico, gli ebrei ebbero numerosi atti persecutori durante tutta la storia. La loro condizione era normalmente quella di cittadini discriminati in alcuni diritti pubblici, in quanto appartenenti a una comunità sottomessa a quella islamica (i cosiddetti dhimmī). Una condizione, questa, riservata anche ai cristiani e a tutti coloro che i musulmani pensavano facessero riferimento a un libro divinamente ispirato, anche se (secondo la visione islamica) corrotto dal tempo e dagli uomini. In questi "popoli del Libro" o Ahl al-Kitāb, erano posti anche Zoroastriani e Sabei, mentre ai politeisti l'unica scelta permessa era tra la conversione o la morte. I pogrom antiebraici più gravi sono avvenuti nella Spagna islamica con il massacro di Granada nel 1066 e nel Marocco con il massacro di Fez del 1033.

## Limpieza de sangreed Eugenetica

### Limpieza de sangre
Il concetto di "purezza di sangue" si sviluppò in Spagna e in Portogallo a partire dalla fine del Quattrocento: il significato rinvia alla qualità dei cosiddetti «vecchi cristiani» in contrapposizione ai «nuovi cristiani» , discendenti dagli ebrei (conversos) e dai musulmani convertiti (moriscos), spesso con la forza, di cui si dubitava la sincera accettazione del credo.
La richiesta di "purezza del sangue" si basava sulla teoria dei fluidi corporei, secondo la quale tutti i fluidi corporei, e in particolar modo il sangue, possiedono alcune qualità morali e trasmettono queste qualità morali alla discendenza .
L'interdizione di accesso ai principali uffici civili ed ecclesiastici spagnoli riguarderà tutti coloro che non potranno dimostrare lo status di limpieza de sangre. Così ogni candidato alle cariche pubbliche doveva dimostrare, con certificati che lo comprovassero, di avere tale qualità.  Inizialmente, in realtà, si era data la possibilità della conversione, ma molti tra ebrei e mori facevano finta di essere convertiti, mentre in realtà praticavano in segreto le loro religioni: per questo venivano chiamati marranos (maiali). I vantaggi derivanti dalla conversione venivano revocati nel momento in cui si scopriva il comportamento giudaizzante del "falso convertito". Fu Tommaso di Torquemada ad emanare nel 1449 gli estatutos de limpieza de sangre. a Toledo, a seguito di una rivolta locale. A coloro i quali non avevano per la terza generazione antecedente al loro interno consanguinei, ebrei o mori non succedeva nulla, ma chi aveva anche un nonno moro o ebreo veniva considerato "impuro" ed avrebbe dovuto lasciare la Spagna.  Questa "Sentencia-Estatuto" sancì funque che dovevano considerarsi ebrei tutti i nati da genitori di origine ebraica, anche nel caso non professasero più la fede religiosa: questa definizione di ebraicità, per sangue e non per fede, fu utilizzata per condannare i marrani all'espulsione e giustificata come tutela della  limpieza de sangre.
Tuttavia, questa definizione contrastava con il principio cristiano per cui il battesimo avrebbe redento gli umani dai loro peccati: per questo motivo, nel settembre 1449, Papa Niccolò V promulgò la bolla papale Humani generis inimicus, in cui stabiliva parità di dignità e diritti fra "vecchi cristiani" e "nuovi cristiani"; inoltre Papa Niccolò V raccomandò la massima severità contro chi "tormentava i convertiti" .
In Spagna e Portogallo l'ossessione per la "purezza del sangue" si trascinerà per tutto il Cinquecento e il Seicento. Essa troverà una continuazione nelle Americhe con la "regola della goccia di sangue" (One drop of blood rule).

### Eugenetica
Nel XIX secolo Francis Galton fondò l'eugenetica, studio dei metodi volti al perfezionamento della specie umana attraverso selezioni artificiali operate tramite la promozione dei caratteri fisici e mentali ritenuti positivi, o eugenici (genetica positiva) e la contemporanea rimozione di quelli negativi, o disgenici (genetica negativa), mediante selezione o modifica delle linee germinali, secondo le tradizionali tecniche invalse nell'allevamento animale e in agricoltura basate sulla genetica proposta da Gregor Mendel, oltre a quelle rese attualmente o potenzialmente disponibili dalla biotecnologia moderna.
Fin dall'inizio l'eugenetica galtoniana è impregnata del razzismo del suo promotore, Francis Galton, i cui pregiudizi iniziali vennero rafforzati dal viaggio compiuto in Sudafrica nel 1850. Il razzismo e l'eugenetica spesso si mescolano negli argomenti degli eugenetici conservatori, soprattutto quando si affronta la questione dell'immigrazione. Galton, come molti dei suoi contemporanei, assunse il fatto di essere inglese come "condizione razziale" privilegiata; questo pensiero, risalente ai primi anni cinquanta, non può dunque essere stato in alcun modo influenzato dalle idee di Charles Darwin, pubblicate per la prima volta nel 1859.
All'inizio del XX secolo, la preoccupazione nei riguardi del "deterioramento nazionale" venne rafforzata dalla creazione di strumenti statistici per la misurazione dei giovani coscritti. Sulla base di queste cifre si ritrova regolarmente una "degenerazione fisica ed intellettuale" della popolazione, con un'inquietudine rivolta particolarmente alle differenze dei tassi di fecondità tra i popoli di "razza nordica" e i recenti migranti provenienti dall'Europa orientale. La paura nei confronti della fecondità delle classi popolari si accompagna a preoccupazioni circa gl'immigrati cattolici irlandesi, ebrei-polacchi, russi e finanche tedeschi meridionali, alimentando un antisemitismo sempre latente, ma vi furono coinvolti anche elementi più tardi come il Conflitto nordirlandese.
Con l'inizio del XX secolo il discorso sull'eugenetica si diffonde in molte nazioni - tra le quali spiccano Stati Uniti d'America, Germania e Regno Unito. L'idea era che occorresse migliorare la specie umana attraverso la selezione dei caratteri genetici ritenuti positivi (eugenetica positiva) e l'eliminazione di quelli negativi (eugenetica negativa).

#### Germania

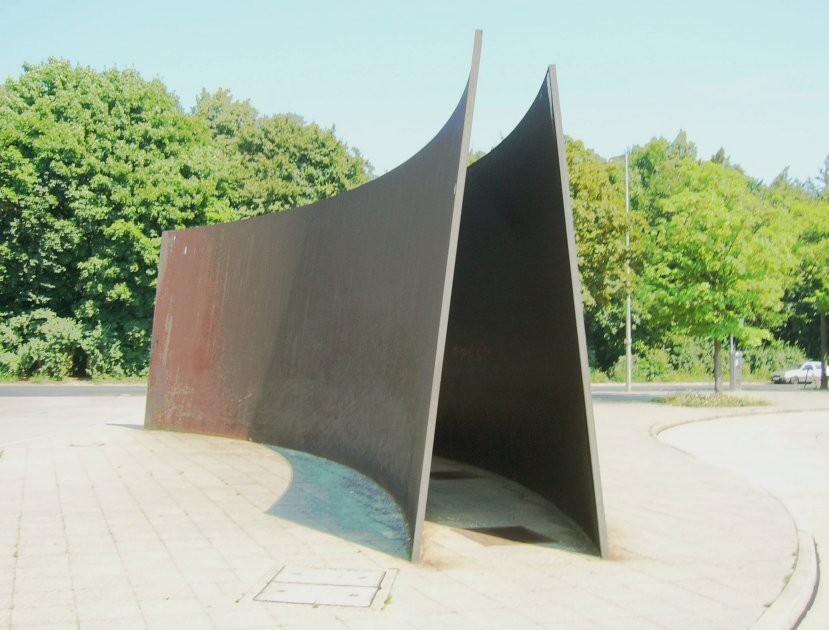
Monumento commemorativo posto nel 1986 sulla Tiergartenstrasse a Berlino.

In Germania la discussione sull'eugenetica usava concetti come «razzismo scientifico» e «igiene razziale», secondo i quali il Volk (traducibile in «comunità popolare» e inteso come insieme degli individui legati da caratteristiche razziali e culturali) avrebbe dovuto sopravvivere e migliorarsi come collettività anche a discapito, se il caso, dei diritti dell'individuo.
Nel 1895 Adolf Jost, uno dei precursori dell'idea eugenetica tedesca, scrisse Das Recht auf den Tod («Il diritto alla morte») ove sostenne il diritto dello Stato di imporre la morte all'individuo per salvaguardare la purezza e la vitalità del Volk. Ma fu agli inizi degli anni venti che il movimento eugenetico tedesco sviluppò un'ala radicale guidata da Alfred Hoche e Karl Binding. Hoche e Binding nel loro Die Freigabe der Vernichtung lebensunwerten Lebens («Il permesso di annientare vite indegne di vita») pubblicato nel 1920 sostenevano l'esigenza e il diritto all'uccisione di «persone mentalmente morte», «gusci vuoti di esseri umani»: termini che vennero sintetizzati nell'espressione lebensunwertes Leben («vita indegna di vita» oppure «vita indegna di essere vissuta»).
Lo stato di estrema prostrazione nel quale si trovava la Germania al termine della prima guerra mondiale la rese particolarmente ricettiva a idee di questo tipo. Come riporta Robert Jay Lifton, uno dei massimi studiosi del fenomeno medico nazista:
L'origine di questi progetti è da ricondurre all'ossessione di creare una razza pura e rafforzare lo stato tedesco (Volkskörper) in previsione di un suo dominio sugli altri popoli. L'idea di implementare una politica di «igiene razziale» rappresentò un elemento centrale dell'ideologia di Adolf Hitler fin dagli esordi.
Hitler provò per tutta la vita una violenta repulsione per l'handicap mentale, attratto com'era dai canoni di bellezza e purezza che gli derivavano dal suo reputarsi "artista" e dal dibattito in corso in Germania da parte del movimento eugenetico. Egli vedeva i disabili come un «elemento estraneo» al corpus razziale germanico: nella sua mente di Hitler e in quella degli altri dirigenti nazisti, la necessità di «ripulire» la razza tedesca dai sub-umani era fondamentale.
Hitler utilizzò metafore mediche per paragonare coloro che aveva intenzione di eliminare dalla «comunità razziale» tedesca: oltre ai disabili, si riferì in più occasioni agli ebrei come a un virus che doveva essere curato oppure a un cancro che doveva essere asportato.
Nel suo Mein Kampf (1925-1926) Hitler definì chiaramente le sue idee in merito e significativamente lo fece nel capitolo «Lo Stato», dedicato alla visione nazionalsocialista di come una nazione moderna avrebbe dovuto «gestire» il problema:
Nel periodo tra le due guerre mondiali in Germania gli ebrei furono ritenuti responsabili o capri espiatori della grave crisi economica in cui versava la Repubblica di Weimar dopo la prima guerra mondiale, in virtù anche dei debiti di guerra acquisiti. Gli ulteriori effetti della Grande depressione a livello mondiale accelerarono gli eventi che portano all'ascesa al potere di Adolf Hitler e del Terzo Reich fino all'epilogo della seconda guerra mondiale (vedi Dolchstoßlegende e Criminali di novembre).

#### Italia

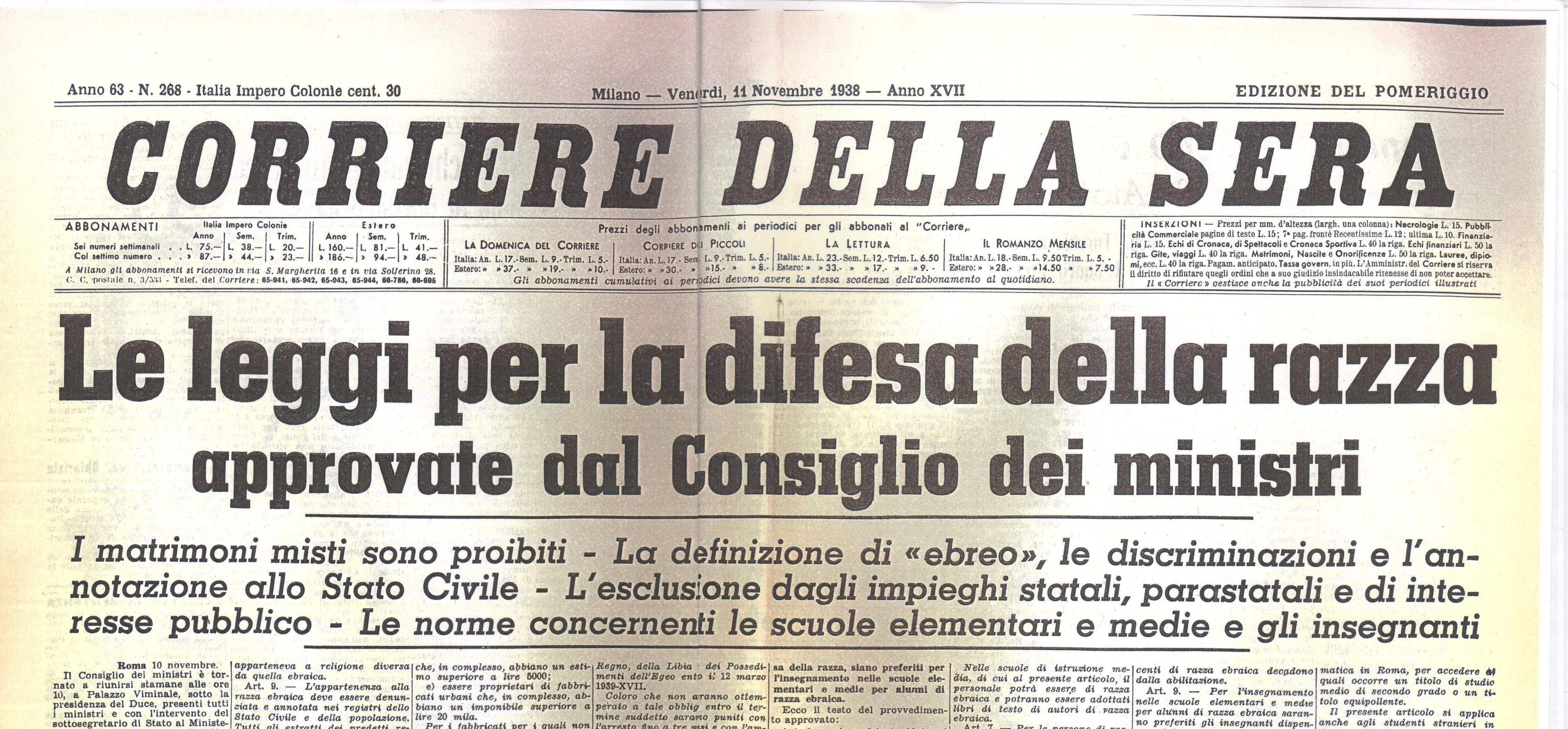
Titolo di apertura sulla prima pagina del Corriere della Sera dell'11 novembre 1938, che annuncia l'approvazione delle leggi razziali da parte del Consiglio dei ministri.

Seppur anticipato da alcune sporadiche dichiarazioni di esponenti del regime, l'antisemitismo dell'Italia fascista incomincia ufficialmente il 14 luglio 1938 con la pubblicazione del Manifesto della razza ed è preceduto dalla venuta di Hitler in Italia, dal 3 al 9 maggio. Due mesi dopo la visita in Italia del Führer, viene pubblicato il Manifesto redatto quasi tutto da Mussolini, ma sottoscritto da un gruppo di scienziati. Tra questi Nicola Pende che risultò dai giornali dell'epoca tra i firmatari del Manifesto ma venne assolto in un processo postbellico per non aver mai aderito alle posizioni degli scienziati razzisti.
I giornali aprono subito una campagna antisemita: esce La difesa della razza diretta da Telesio Interlandi, che ha come segretario di redazione Giorgio Almirante. La razza di riferimento è la razza ariana.
A partire dal 5 settembre 1938, una serie di disposizioni legislative, le cosiddette "leggi razziali", introducono una serie di pesanti discriminazioni nei confronti degli ebrei, che, tra l'altro, vengono espulsi da ogni incarico nella pubblica amministrazione (e quindi anche dall'insegnamento nelle scuole e nelle università), e non possono accedere ad alcune professioni come quella di notaio e di giornalista.

#### Stati Uniti d'America
Ku Klux Klan, noto con la sigla KKK, è il nome utilizzato da diverse organizzazioni formatesi negli Stati Uniti d'America a partire dal XIX secolo con finalità politiche e terroristiche di stampo razzista, propugnanti la superiorità della cosiddetta "razza bianca".
Nella sua storia si distinguono tre fasi. Nella prima (1865-1874) fu una confraternita di reduci dell'esercito degli Stati Confederati d'America. Nella seconda (1915-1944) il movimento "risorse" in Georgia durante la prima guerra mondiale per iniziativa del politico William Joseph Simmons il quale sfruttò la convinzione diffusa tra molti bianchi poveri che i loro problemi economici dipendessero da neri, banchieri ebrei e altre minoranze, in maniera analoga a quanto sarebbe accaduto anni dopo, per effetto della propaganda nazista, prima nella Repubblica di Weimar e poi nella Germania nazista. Nella terza fase, dal secondo dopoguerra, il KKK si frammenta in una miriade di piccole organizzazioni, ufficialmente scollegate fra loro.

## Discriminazione, persecuzione, Olocausto
I discorsi antisemiti hanno reso le minoranze ebraiche particolarmente esposte, fra le altre minoranze religiose, alla violenza pubblica e privata.

### Pogrom antiebraici
In Europa, come anche altrove, le situazioni di crisi prolungata come carestie o epidemie potevano sfociare in sommosse popolari. I pogrom sono delle sommosse che prendevano di mira delle minoranze religiose - considerate colpevoli della crisi stessa.

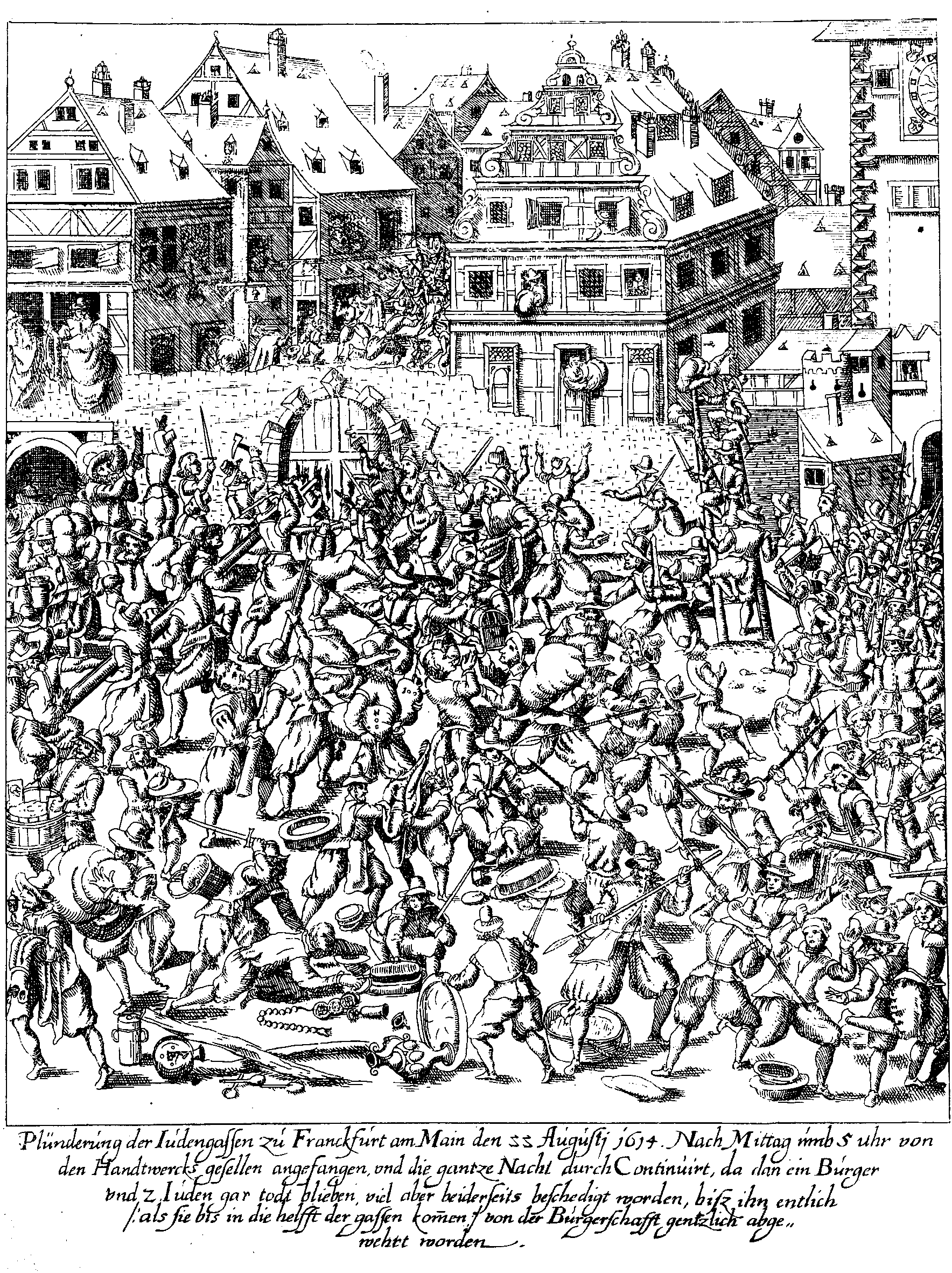
Il saccheggio del Judengasse (ghetto) a Francoforte sul Meno, il 22 agosto 1614

I pogrom sono stati denominati così nel XIX secolo, ma il fenomeno è molto più antico.
Tra i più tristemente famosi, quello risalente alla la Crociata dei poveri del 1096 in cui la folla saccheggiò numerosi villaggi composti prevalentemente da ebrei e localizzati tra il Reno e il Danubio..
Durante l'epidemia di peste nera, vi furono diversi pogrom antiebraici in tutta Europa, in quanto si diffuse la diceria che gli ebrei avvelenavano segretamente i pozzi. Alcune autorità si mossero in difesa dei propri sudditi: in Francia, le guardie reali arrestarono gli aggressori di Tolone; la regina Giovanna I di Napoli diminuì i tributi dovuti dagli ebrei; papa Clemente VI asserì che la malattia non era dovuta all'intervento umano ma aveva una causa naturale o divina ed emise due bolle pontificie, il 4 luglio e 26 settembre 1349, con cui condannò le persecuzioni contro gli ebrei scomunicandone i responsabili.
Il termine pogrom deriva dalla lingua russa погром (/pɐˈɡrom/, "devastazione", "rivolta"); originariamente indicava gli attacchi di matrice antisemita, operati, spesso con l'appoggio delle autorità, nei confronti della minoranza ebraica, e i conseguenti massacri e saccheggi, durante il "periodo caldo" nella cosiddetta "zona di residenza" in Russia, nel quarantennio compreso tra il 1881 e il 1921.

### Espulsioni
In Inghilterra, per poter finanziare la sua guerra - indetta contro il Galles nel 1276 - Edoardo I tassò i mercanti ebrei. Quando i soldi non bastarono più per poter pagare la tassa, li accusò di slealtà. Già costretti ad un numero limitato di professioni, Edoardo abolì il loro privilegio di prestare denaro, limitandone i movimenti e le attività fino a quando gli ebrei non furono costretti ad indossare una toppa di colore giallo. Tutti gli ebrei furono infine banditi dal paese nel 1290 con l'Editto di espulsione.Secondo William Rubenstein, questa fu la prima volta che gli ebrei vennero espulsi in massa da un paese europeo".. In centinaia vennero uccisi o annegarono durante il loro tentativo di lasciare l'Inghilterra. Per tutto il denaro e le proprietà di questi ebrei venne disposta la confisca. Nessun ebreo fu più conosciuto per abitare nel regno d'Inghilterra fino al 1655, quando Oliver Cromwell ne invertì la politica.
La pratica di espellere gli ebrei, di confiscarne i beni e di porre un riscatto per permettere il ritorno di proprietà fu un metodo utilizzato per arricchire la corona francese nel corso del XIII e XIV secolo. Le più massicce espulsioni furono quelle da Parigi indette da Filippo II di Francia nel 1182, da tutto il regno di Francia per opera di Luigi IX di Francia nel 1254, da Carlo IV di Francia nel 1306, da Carlo V di Francia nel 1322 e da Carlo VI di Francia nel 1324.

Nel 1569 la bolla pontificia Hebraeorum gens emanata da papa Pio V ordinò l'espulsione di tutti gli ebrei dai territori dello Stato della Chiesa ad eccezione delle città di Roma e Ancona, dove, per effetto della bolla Cum nimis absurdum di papa Paolo IV, avrebbero avuto l'obbligo di rimanere segregati dall'alba al tramonto all'interno dei ghetti. Nel 1593, la bolla Caeca et obdurata di papa Clemente VIII confermava questo provvedimento. Secondo la storica Anna Foa, una delle conseguenze di questa bolla fu la fine della comunità israelitica di Bologna.

### Ghetto

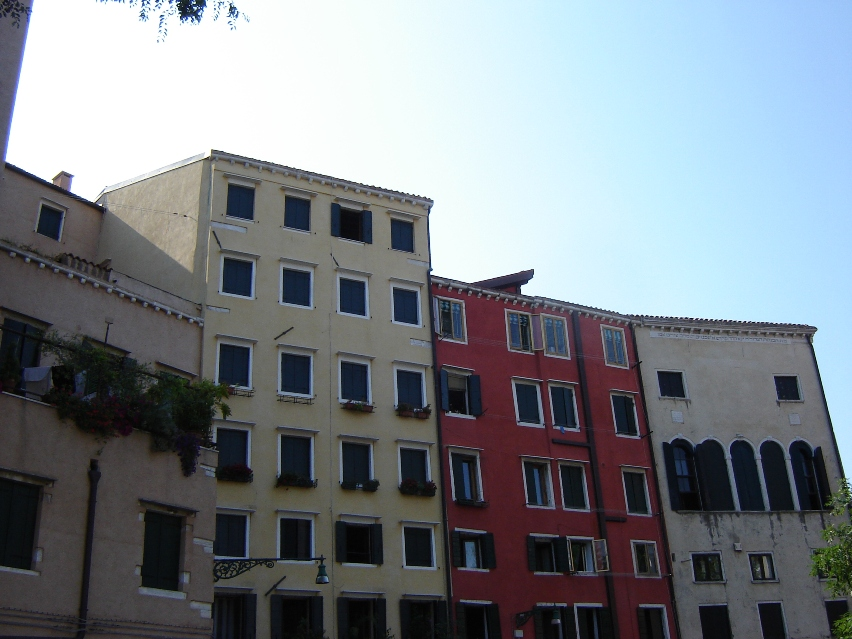
Ghetto di Venezia

Nel Medioevo non c'era obbligo, per gli ebrei, di risiedere in quartieri specifici. Preferibilmente vivevano in quartieri chiamati Giudecca. La differenza tra Giudecca e Ghetto era che la prima era una residenza preferenziale, legata a motivi di sicurezza e salvaguardia culturale, il secondo invece un domicilio coatto.
Il termine ghetto deriva dall'omonimo campo di Venezia del XIV secolo. Prima che venisse designato come parte della città riservata agli ebrei era una fonderia di rame: il nome del quartiere deriva dal veneziano geto, pronunciato ghèto dai locali ebrei Aschenaziti di origine tedesca, inteso come getto, cioè la gettata (colata) di metallo fuso. Il 29 marzo del 1516 il governo della Serenissima stabilì che il Ghetto Novo sarebbe diventato la sede del "serragli degli ebrei" ovvero della comunità ebraica comprendente all'epoca ebrei di origine tedesca, francese e italiana.
Nel 1555 la bolla papale Cum nimis absurdum (1555) impose agli ebrei di abitare in luogo separato dalle case dei cristiani, il serraglio, con un solo ingresso e una sola uscita.

### Contrassegno (Stella di David)
In Inghilterra, durante la guerra contro il Galles del 1276, Edoardo I d'Inghilterra prima tassò i mercanti ebrei per ottenere finanziamenti; quando i soldi non bastarono più, li accusò di slealtà, limitandone i movimenti e le attività e obbligandoli ad indossare una toppa di colore giallo.
Nel 1310 il re di Sicilia Federico II di Aragona adottò una politica restrittiva nei confronti della numerosa comunità ebraica siciliana, costretta a contrassegnare le loro vesti e le loro botteghe con la "rotella rossa".
Il più antico documento italiano di cui ci sia rimasta notizia a proposito dell'obbligo per i giudei di mostrare un contrassegno giallo cucito sul petto, è il seguente bando milanese del 31 agosto 1473:
Per parte et comandamento de li spettabili e generosi Maestri dell'intrate del nostro ill. Principe, et excell. Signor Duca, Galeazzo Maria Sforza Vesconte ecc. – (la cui ill. Signoria el summo Iddio accreschi e mantenga longamente in stato felice). – In executione de lettere de sua Excellentia, date a Cropello a dì 27 del mese presente, et signate A. Iacobus, per le quale vuole sua Celsitudine, como convene al vero e christianissimo Principe, che nel dominio suo siano distincti et cognosciuti li Hebrey da li Christiani, como etiam è usato in altri paesi de' Christiani; per la presente crida, la quale habeat vim decreti ducalis, se ordina et se comanda ad caduno como se voglii Hebreo, che deba portare uno O gialdo nel pecto per segnale, et de tal forma e grandezza, ch'ello sia distintamente cognosciuto da Christiani, et se gli dà termine quindeci dì proximi a venire ad mettersi detto signale nel petto. Li quali quindeci giorni proximi passati che saranno, qualunque di essi Hebrei serà da può trovati senza dicto O gialdo nel pecto apertamente, come è predicto, debbia incorrere in la pena de tracti quattro di corda, e de pagare ducati mille d'oro da ser applicati alla camera ducale irremissibilmente. Signat. GABRIEL.»
((Carlo Sgorbio, Codice visconteo-sforzesco ecc. P. 418. Milano, 1846.))
La bolla papale Cum nimis absurdum (1555) impose agli ebrei di portare un contrassegno distintivo di colore turchese (glauci coloris): un cappello per gli uomini e un fazzoletto per le donne.

### Parità di diritti
Gli ebrei occidentali hanno ottenuto parità di diritti a norma di legge (negli Stati Uniti nel 1787, in Francia nel 1791 e in seguito nei paesi conquistati da Napoleone e in parte in Austria nel 1781), mentre in Russia si ottenne solo a partire dalla Rivoluzione d'ottobre; tuttavia, anche dopo l'avvento del comunismo si verificarono dei pogrom nei paesi sovietici, come a Kielce, in Polonia, il 4 luglio 1946..

### Il caso Edgardo Mortara

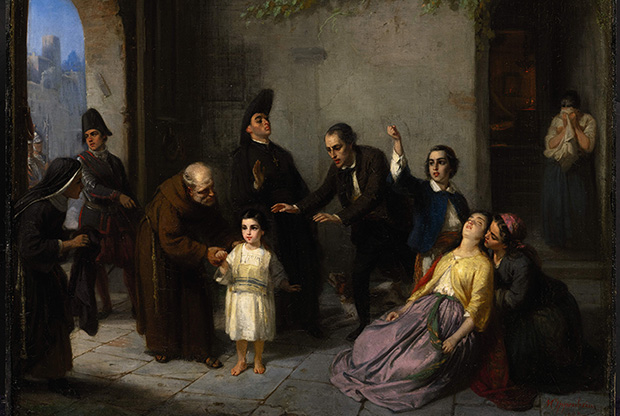
Il rapimento di Edgardo Mortara, dipinto da Moritz Daniel Oppenheim nel 1862

Edgardo Mortara, un bambino ebreo di 6 anni residente nello Stato Pontificio, fu sottratto alla sua famiglia da parte delle autorità ecclesiastiche il 23 giugno 1858 a Bologna e mandato sotto la custodia di papa Pio IX, per esser allevato come cattolico. Nonostante le disperate e reiterate richieste dei genitori di riavere il bambino, il Papa rifiutò sempre di riconsegnarlo. Nel 2000, la decisione di papa Giovanni Paolo II di beatificare di Pio IX influenzerà negativamente le relazioni tra la Chiesa cattolica e le organizzazioni ebraiche.

### Olocausto
Con l'avvento del nazifascismo la cosiddetta "questione ebraica" prende delle proporzioni mai viste prima. Si parla di Olocausto per indicare il genocidio di circa 6 milioni di ebrei tra il 1941 ed il 1945, di cui furono responsabili le autorità della Germania nazista, i loro alleati e i collaborazionisti. Gli ebrei furono le principali vittime tra i gruppi ritenuti dai nazisti "indesiderabili" o "inferiori" per motivi politici o razziali.
Nonostante la Rivoluzione russa del 1917 avesse messo fine all'antisemitismo ufficiale dell'Impero russo, inclusa la zona di residenza dove potevano abitare gli ebrei, l'antisemitismo in Unione Sovietica venne portato avanti, in diverse misure e modalità, dallo Stato comunista sovietico, specialmente sotto Iosif Stalin. 

L'antisemitismo sovietico raggiunse nuove vette dopo il 1948 durante la campagna anticosmopolita, in cui furono uccisi o arrestati numerosi poeti, scrittori, pittori e scultori yiddish.. Ciò culminò nel cosiddetto complotto dei medici del 1953, in cui un gruppo di medici (quasi tutti ebrei) furono sottoposti a un processo farsa in quanto accusati di aver complottato per assassinare Stalin.

## Negazionismo dell'Olocausto
Il negazionismo dell'Olocausto è una corrente di pensiero  il cui principale assunto è la negazione della veridicità dell'Olocausto, ossia del genocidio di ebrei, di Slavi, Popoli romaní, di prigionieri politici, di prigionieri di guerra sovietici, di portatori di handicap fisici e mentali, di omosessuali e di altre minoranze da parte della Germania nazista. Questa teorizzazione, attraverso l'uso spregiudicato e ideologizzato di uno scetticismo storiografico portato all'estremo, nega una serie di eventi connessi al fascismo e al nazismo; secondo questa teoria, l'Olocausto stesso sarebbe un'enorme finzione, funzionale alla demonizzazione della Germania, alle politiche sotterraneamente perseguite dai circoli ebraici mondiali e alla creazione e difesa dello Stato d'Israele.
Recentemente la dirigenza della Repubblica dell'Iran ha ripetutamente denunciato la politica del governo di Israele, affermando, tra l'altro, che esisterebbe una propaganda da parte dei vincitori del secondo conflitto mondiale e dallo stato di Israele, finalizzata a esagerare la portata della Shoah, per giustificare l'occupazione di terre palestinesi in base al diritto bellico.

## Antisionismo e Nuovo antisemitismo
Molti storici, anche israeliani,  pensano che l’antisemitismo sia stata la base per la nascita del movimento sionista: il sionismo consiste nell'idea del “ritorno” degli ebrei in Palestina, vale a dire nelle terre di Sion. 
Nelle intenzioni, il sionismo avrebbe allontanato dall'Europa gli ebrei - considerati come una minoranza impossibile da integrare nelle società occidentali - e allo stesso tempo avrebbe creato una “testa di ponte” più favorevole alla civiltà occidentale rispetto ad un territorio “ostile” come era visto il Medio Oriente alla fine della prima guerra mondiale, caduto l’Impero Ottomano.
L'ideologia sionista è stata alla base della fondazione dello stato di Israele. Con esso, si è iniziata a diffondere la nozione di antisionismo.

Esiste un dibattito circa il fatto che l'antisionismo sia una forma di "nuovo antisemitismo". Questa equazione viene generalmente attribuita ad Abba Eban, già ministro degli Esteri israeliano, che nel 1973 identificò l'antisionismo come "il nuovo antisemitismo":
Abbiamo assistito all'ascesa della nuova sinistra che identifica Israele con l'establishment, con l'acquisizione, con il compiacimento, con, di fatto, tutti i nemici fondamentali... Non ci si può sbagliare: la nuova sinistra è l'autrice e la progenitrice del nuovo antisemitismo. Uno dei compiti principali di qualsiasi dialogo con il mondo gentile è dimostrare che la distinzione tra antisemitismo e antisionismo non è affatto una distinzione. L'antisionismo è solo il nuovo antisemitismo. Il vecchio antisemitismo classico dichiarava che gli stessi diritti appartengono a tutti gli individui della società, tranne che agli ebrei. Il nuovo antisemitismo afferma che il diritto di stabilire e mantenere uno Stato nazionale sovrano indipendente è prerogativa di tutte le nazioni, a patto che non siano ebree. E quando questo diritto viene esercitato non dalle Isole Maldive, non dallo Stato del Gabon, non dalle Barbados... ma dalla più antica e autentica di tutte le nazioni, allora si dice che questo è esclusivismo, particolarismo e una fuga del popolo ebraico dalla sua missione universale.
I teorici del nuovo antisemitismo, come Arnold Forster e Benjamin Epstein della Anti-Defamation League, sostengono che l'antisionismo a volte possa nascondere un'ideologia antisemita: in particolare, l’oggetto del dibattito è la possibilità di criticare le scelte del governo israeliano rispetto alla popolazione palestinese.  L'equazione antisionismo uguale antisemitismo è la posizione, fra l'altro, del partito israeliano Likud, capeggiato da Benjamin Netanyahu.
Per esempio, lo storico Norman Finkelstein è fra i più critici delle scelte del governo israeliano, in quanto sostiene che alcuni sfruttino la memoria dell'Olocausto come "arma ideologica" per garantire a Israele "l'immunità dalle critiche"; Finkelstein ha etichettato Israele come "Stato suprematista ebraico", accusandolo di perpetrare un apartheid contro i palestinesi; nel 2008, il governo israeliano lo ha dichiarato  persona non grata e gli ha vietato l'ingresso nel paese per dieci anni.

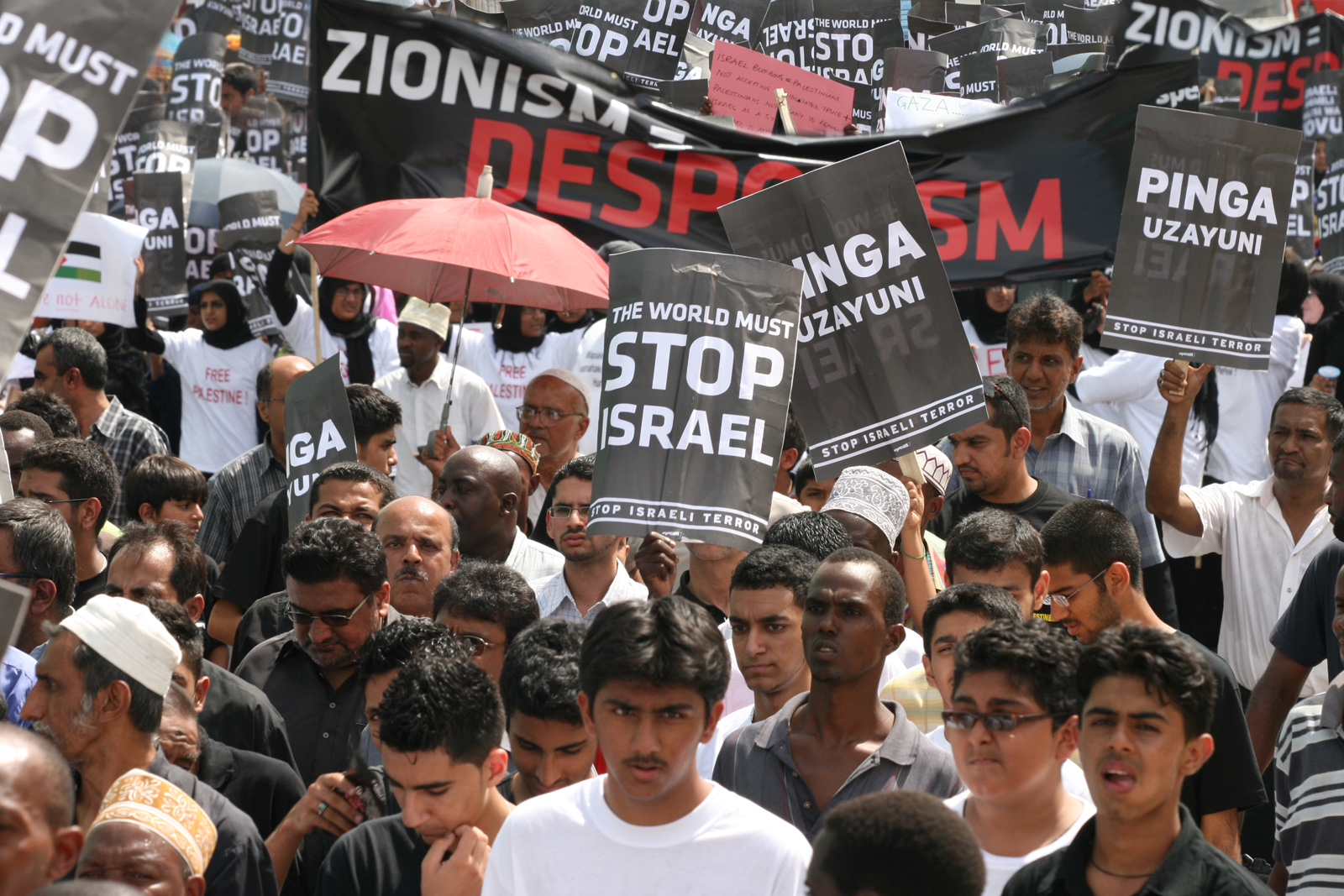
I teorici del nuovo antisemitismo sostengono che l'antisionismo a volte può nascondere un'ideologia antisemita. Ecco una manifestazione contro la guerra a Gaza (vedi operazione Piombo fuso) in Tanzania nel 2009.

In seguito all'attacco di Hamas a Israele del 2023, lo stato israeliano ha invaso la Striscia di Gaza, e dopo alcuni mesi, il presidente israeliano Benjamin Netanyahu è stato condannato, insieme al capo di Hamas, per avere violato la convenzione di Ginevra sul trattamento dei civili in guerra. Tuttavia, Netanyahu e il governo di Israele non solo non hanno accettato la condanna, ma anzi hanno accusato di antisemitismo le persone e gli organismi che hanno espresso critiche verso l’operato del governo e dell’esercito di Israele.

### Test delle 3 D
Il Test delle 3D è stato proposto per distinguere fra una critica legittima su Israele e una critica illegittima ed antisemita.
Le tre D sono Delegittimazione, Demonizzazione e Doppi standard.
È stato sviluppato da Natan Sharansky, attuale presidente dell'Agenzia ebraica e pubblicato su Jewish Political Studies Review nel 2004.
Il test serve come strumento concettuale per tentare di definire i limiti tra la legittima critica allo Stato di Israele, le sue azioni e le sue politiche, e le critiche allo Stato di Israele dalle caratteristiche antisemite.
Il professor Irwin Cotler, uno dei principali studiosi dei diritti umani, ha detto in proposito che «dobbiamo stabilire alcune linee di confine oltre le quali [la critica su Israele] supera i limiti, perché io sono uno di quelli che credono fortemente non solo nella libertà di parola, ma anche nel dibattito rigoroso, nella discussione, nella dialettica, e così via. Se si dice con troppa leggerezza che tutto è antisemita, allora non c'è nulla di antisemita, e non siamo più in grado di fare distinzioni».

### Neoantisemitismo in Italia

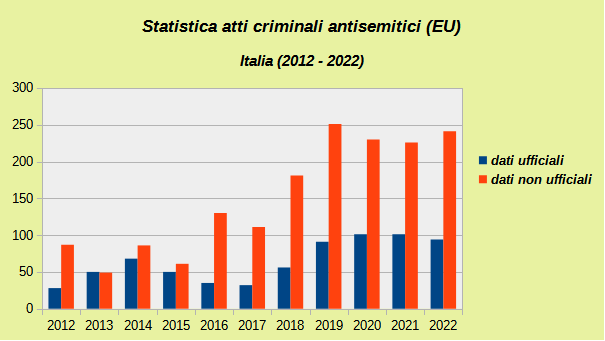
Statistica degli atti criminali antisemitici registrati in Italia (2012 - 2022)

Nonostante gli episodi a sfondo antisemita in Italia non siano molto frequenti, ci sono varie testimonianze, in particolare su internet, di propagandistica antisemita come, ad esempio, la pubblicazione dei nomi dei docenti ebrei nelle università italiane, accusati di essere "complici" dello Stato d'Israele. Nel 2012 è iniziata la diffusione tramite forum neonazisti, i siti di file-sharing, o nelle pagine web di siti negazionisti, di un filmato intitolato "Wissen macht frei  -  la conoscenza rende liberi", con evidente parafrasi della frase Arbeit macht frei, che campeggiava all'ingresso dei lager, con contenuti fortemente negazionisti, questo video include anche brani di un'intervista al negazionista Faurisson avvenuta nel corso di una discussa lezione durante un corso di master sul Medio oriente presso l'università di Teramo, organizzato da Claudio Moffa, al tempo professore ordinario presso la Facoltà di Scienze Politiche e anch'esso revisionista e sostenitore della tesi dello "sfruttamento dell'Olocausto", per "fini politici ed economici".
L'istituto Jewish Policy Research ha condotto un sondaggio dal quale risulta che la maggior parte degli ebrei residenti in Italia si sente minacciata a causa della propria identità etnica e religiosa. Internet diventa a volte una facile piattaforma per la diffusione di discorsi xenofobi, e tra essi anche di prediche antisemite contro i membri della comunità ebraica. Tali discorsi aumentano in particolare durante periodi di crisi politica ed economica. Infatti, dal sondaggio risulta che nel 75 per cento dei casi le affermazioni antisemite riguardano il presunto legame tra ebrei e l'attuale crisi economica. La matrice più pericolosa di diffusione dei pregiudizi antisemiti viene identificata nei movimenti di estrema sinistra, seguita dai movimenti di estrema destra e infine da movimenti islamici radicali.
L'osservatorio europeo per il periodo compreso fra 2012 e 2022 ho fornito un rapporto con alcune serie di dati storici registrati sull'antisemitismo nel paese, tra questi il numero ufficiale di casi registrati fornito dal ministero dell'interno di condotta criminale antisemitica e quelli non ufficiali forniti dall'Osservatorio sul pregiudizio antiebraico contemporaneo. Il medesimo rapporto indica che nel 2022 sono stati registrati 22 episodi di antisemitismo con incitamento alla violenza online.
Nel 2024 secondo la fondazione CDEC (Centro di Documentazione Ebraica Contemporanea), in un periodo di 25 anni si sarebbero verificati episodi di antisemitismo provenienti da diverse aree, specie estrema sinistra, destra radicale, islamismo ed antigiudaismo.

### Neoantisemitismo in Medio Oriente

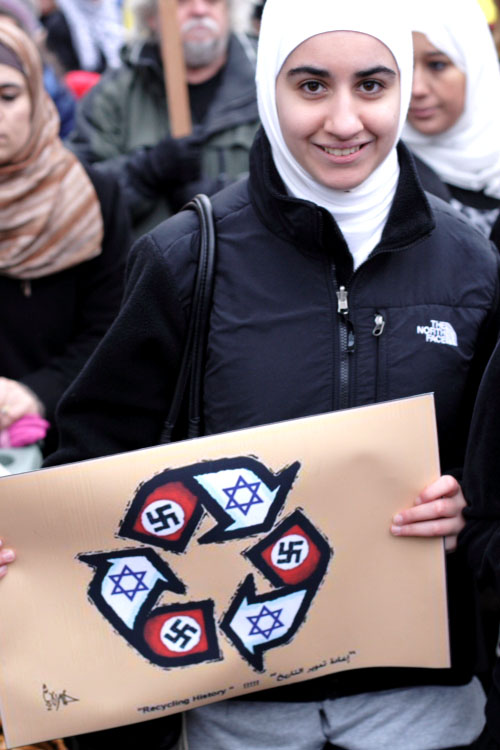
Una giovane donna musulmana mostra il ciclo della violenza: a suo dire, Israele sarebbe una diretta conseguenza del nazismo e viceversa

La situazione è precipitata dopo la seconda guerra mondiale, quando il mondo arabo è stato attraversato da un grande moto di ostilità anti-ebraica relativo all'immigrazione ebraica dall'Europa e al successivo conflitto arabo-israeliano, concluso con la dichiarazione della nascita dello Stato di Israele.
In particolare, a seguito della nascita di Israele, e soprattutto in coincidenza delle guerre del 1948 e 1967, circa un milione di ebrei sono stati indotti a emigrare (in gran parte verso Israele) e a lasciare i paesi arabi nei quali avevano costituito da secoli comunità, come reazione alla pulizia etnica, conosciuta dai Palestinesi e da tutto il mondo arabo come Nakba, di una grande parte di Arabi palestinesi da parte di Israele. Questo esodo ha ridotto ai minimi termini la consistenza numerica degli ebrei che ancora oggi vivono nelle principali capitali dei Paesi a maggioranza musulmana, da Teheran a Damasco.
Il negazionismo dell'Olocausto si nutre spesso degli stessi falsi storici che hanno nutrito la propaganda nazionalista. Un caso notorio è quello dei Protocolli dei Savi di Sion. I Protocolli continuano a essere ampiamente disponibili nel mondo, in particolare su Internet, ma vengono stampati in Giappone, Medio Oriente, Asia e America meridionale. 

Dalla sconfitta della Germania nazista e dell'Italia fascista nella seconda guerra mondiale, i governi e i leader politici in buona parte del mondo si sono generalmente astenuti dal promuovere i Protocolli. L'eccezione è costituita dal Medio Oriente, dove un gran numero di regimi e leader arabi e musulmani li hanno riconosciuti come autentici. 

I Protocolli sono stati sponsorizzati dai presidenti Nasser e Sadat in Egitto, dal presidente ʿĀref in Iraq, da re Faysal dell'Arabia Saudita e dal colonnello Gheddafi in Libia, dal gran mufti di Gerusalemme, lo sceicco ʿIkrima Saʿīd Ṣabrī, tra gli altri leader politici e intellettuali del mondo arabo,.

Con l'estendersi a tutto il Vicino Oriente del conflitto arabo-israeliano nella seconda metà del XX secolo, molti governi arabi hanno sovvenzionato nuove edizioni dei Protocolli e ne hanno fatto libri di testo per le scuole dei loro paesi. I Protocolli furono accettati come documenti storici da molte organizzazioni estremiste islamiche, come Hamas e la Jihad Islamica. La Carta del 1988 di Hamas, un gruppo islamista palestinese, afferma che I Protocolli dei Savi di Sion incarnano il piano dei sionisti. Il riferimento è stato rimosso nel documento di principi e politiche generali, la nuova Carta del 2017

## Antisemitismo nel mondo anglofono
L'autore e storico accademico William Rubenstein descrive la presenza dell'antisemitismo nel mondo anglofono in uno dei suoi saggi; spiega che esistono livelli relativamente bassi di antisemitismo nel mondo anglofono, in particolare in Gran Bretagna e negli Stati Uniti d'America, a causa dei valori legati al protestantesimo, alla crescita del capitalismo e alla creazione di governi costituzionali che proteggono le libertà civili.
Rubenstein non sostiene che il trattamento riservato agli ebrei fosse l'ideale in questi paesi, ma afferma altresì che nel mondo inglese si è sviluppato un minore antisemitismo grazie alle strutture politiche, ideologiche e sociali. Essenzialmente le nazioni di lingua inglese hanno vissuto livelli quantitativamente inferiori di antisemitismo rispetto agli altri stati in quanto i loro contesti costituzionali intrisi di liberalismo hanno sempre limitato l'espressione organizzata e violenta dell'antisemitismo.
Nel suo saggio Rubinstein cerca di contestualizzare la riduzione della popolazione ebraica che ha condotto ad un periodo di riduzione dell'antisemitismo: "tutti gli ebrei sono stati espulsi dall'Inghilterra nel 1290, questa fu la prima volta che gli ebrei vennero espulsi in massa da un paese europeo".

### Protestantesimo
Come già accennato, il protestantesimo si rivelò un fattore importante di freno dell'antisemitismo in Inghilterra a partire dal XVI secolo. Ciò è sostenuto dal fatto che vi erano un numero significativamente maggiore di casi denunciati di assassinio di ebrei in Inghilterra prima della nascita dell'anglicanesimo.
I protestanti furono relativamente capaci di comprendere gli ebrei rispetto ai cattolici e ad altri gruppi religiosi. Probabilmente una delle ragioni per cui i gruppi protestanti si rivelarono di sostegno agli ebrei fu proprio perché preferivano l'Antico Testamento al Nuovo Testamento, così che la loro dottrina condivide sia il contenuto sia la narrazione con gli originali insegnamenti ebraici.
Rubenstein dimostra anche un altro motivo per cui "la maggior parte di questi [protestanti] erano predisposti ad essere simpatici agli ebrei", cioè perché spesso e volentieri essi "si vedevano, proprio come gli Ebrei biblici, essere un gruppo scelto che era entrato in un patto diretto con Dio".
Infine la piega anti-cattolica (vedi antipapismo) presa dal protestantesimo contribuì a ridurre i livelli di antisemitismo: "tutti questi gruppi erano profondamente ostili al cattolicesimo. L'antipapismo, sia a livello elitario che di massa, è diventato un tema chiave in Gran Bretagna, tendendo a spingere in un angolo l'antisemitismo".
Nel suo complesso l'emergere del protestantesimo ridusse la gravità delle azioni antisemite attraverso la messa in pratica del sentimento anti-cattolico e lo studio approfondito dell'"Antico Testamento".

### Capitalismo
Nell'Inghilterra post-napoleonica, quando vi era una notevole mancanza di ebrei, la Gran Bretagna rimosse i divieti di usura e prestito di denaro e Rubenstein attesta che Londra e Liverpool divennero i due maggiori centri britannici di scambi economici i quali finirono col rafforzare lo status dell'Inghilterra come potenza finanziaria.
Gli ebrei vennero così spesso associati per essere i grossisti e gli organismi finanziari in Europa, pertanto risulta essere importante che gli inglesi furono in grado di rivendicare la responsabilità della crescita finanziaria del paese, invece di attribuirla direttamente agli ebrei. Risulta significativo anche il fatto che, poiché gli ebrei non erano solamente i "riflettori" finanziari, cadde molta della rabbia nei loro confronti ed, in quanto tale, l'antisemitismo rimase in qualche modo mutilato in Inghilterra.
Si dice che gli ebrei non fossero qualificati ed introdotti nell'élite economica di molte città britanniche nel corso del XIX secolo; ancora una volta il significato di questo fatto è che i protestanti britannici e i non ebrei si sentirono meno minacciati direttamente, in quanto gli ebrei non imponevano la loro prosperità e non risultavano essere i maggiori responsabili dei risultati economici della loro nazione.
Lo storico statunitense dell'antisemitismo Albert Lindemann propone anche, nell'introduzione del suo libro intitolato Antisemitism: A History, che gli ebrei assunsero posizioni sociali, come quella dei prestatori di denaro, che si rivelavano intrinsecamente precarie e produttrici di tensioni interreligiose. Lindemann ritiene che il prestito di denaro sia inevitabilmente in se stesso una fonte di tensione e che ciò si sia verificato per tutto il tempo in cui gli ebrei furono dei prestatori; questo rimase sempre al centro del problema e fu sinonimo di gravi fatti finanziari.

### Governo costituzionale
Il terzo fattore importante che contribuì a ridurre l'antisemitismo in Gran Bretagna fu rappresentato dall'istituzione di un governo costituzionale, qualcosa che in seguito fu adottato e sostenuto anche dagli Stati Uniti d'America. Un governo costituzionale è quello che possiede un documento scritto che descrive chiaramente quali sono i poteri del governo, nel tentativo di equilibrare e proteggere i diritti civili.
A seguito della guerra civile inglese, il Protettorato di Oliver e Richard Cromwell e la Gloriosa rivoluzione il parlamento venne istituito in Gran Bretagna per poter creare leggi che proteggessero i diritti di tutti i cittadini. Il Bill of Rights specificò con chiarezza le legislazioni di protezione delle libertà civili; pertanto non sorprende il fatto che avere un governo costituzionale con principi eminentemente liberali abbia ridotto, in una certa misura, l'antisemitismo britannico.
Negli ulteriori passi in avanti compiuti per ridurre l'antisemitismo all'interno del governo, la Dichiarazione d'indipendenza degli Stati Uniti d'America abbracciò in toto i principi liberali formalizzatisi in Inghilterra e formò così una repubblica che aveva poteri esecutivi, giudiziari e legislativi ben separati e definiti e persino inibì l'istituirsi di qualsiasi forma religiosa che implicasse in sé esclusivamente delle funzioni patrimoniali.
Avere un governo che tutelava e rispettava le libertà civili, specialmente quelle relative alla libertà di religione, ridusse drasticamente l'antisemitismo più sfacciato e appariscente, tutelando costituzionalmente il diritto di praticare fedi differenti. Questi sentimenti risalgono fino al primo presidente degli Stati Uniti d'America, George Washington, quando affermò la propria convinzione di inclusione religiosa.
Rubinstein ritiene che, anche se in Gran Bretagna e in America esistettero esempi di antisemitismo, esso risultò sempre essere moderato e limitato nei paesi di lingua inglese, nella gran parte a causa delle ideologie politico-sociali direttamente provenienti da un governo istituzionale.

### Altri paesi di lingua inglese
Mentre con "paesi di lingua inglese" vengono solitamente indicati solo la Gran Bretagna e gli Stati Uniti, l'antisemitismo risultò sempre molto basso anche in altri paesi anglofoni come il Canada, l'Australia, il Sudafrica e la Nuova Zelanda. L'Australia ha avuto una prospettiva storicamente brillante verso gli ebrei ed ebbe in qualsiasi momento della propria storia, in forma evidente, un bassissimo livello di antisemitismo.
Analogamente l'Irlanda e la Nuova Zelanda hanno anch'esse sperimentato una minore presenza di antisemitismo. Questo non vuol dire ovviamente che per il solo fatto di essere anglofoni si arrivi a ridurre il sentimento antisemitico, piuttosto che le ideologie che spesso accompagnano i paesi di lingua inglese influenzano il sentimento di maggior accettazione nei confronti degli ebrei. È interessante notare che, mentre l'antisemitismo tendeva ad essere basso nelle regioni di lingua inglese del Canada, si rivelò invece essere più alto nel Québec dove la madrelingua è francese e la religione è quella cattolica.
Il Québec ha una lunga tradizione di esplosioni antisemite, enunciate e propagandate dai nazionalisti francesi impregnati dalle forme più estreme di ostilità cattolica contro gli ebrei. Questo fatto è importante perché le altre parti del Canada anglofono sono state sempre più tolleranti rispetto ai non parlanti inglesi, il che viene a suggerire una correlazione tra la diversità linguistica e il livello di odio antiebraico. Inoltre sembra che la ferma posizione del Québec sull'ostilità cattolica rivolta agli ebrei abbia contribuito al comportamento locale antisemita.

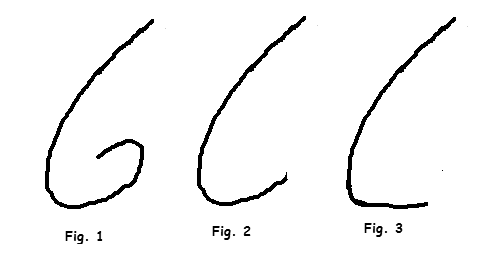
Il "naso ebraico", Jewish Encyclopedia (1901-05).

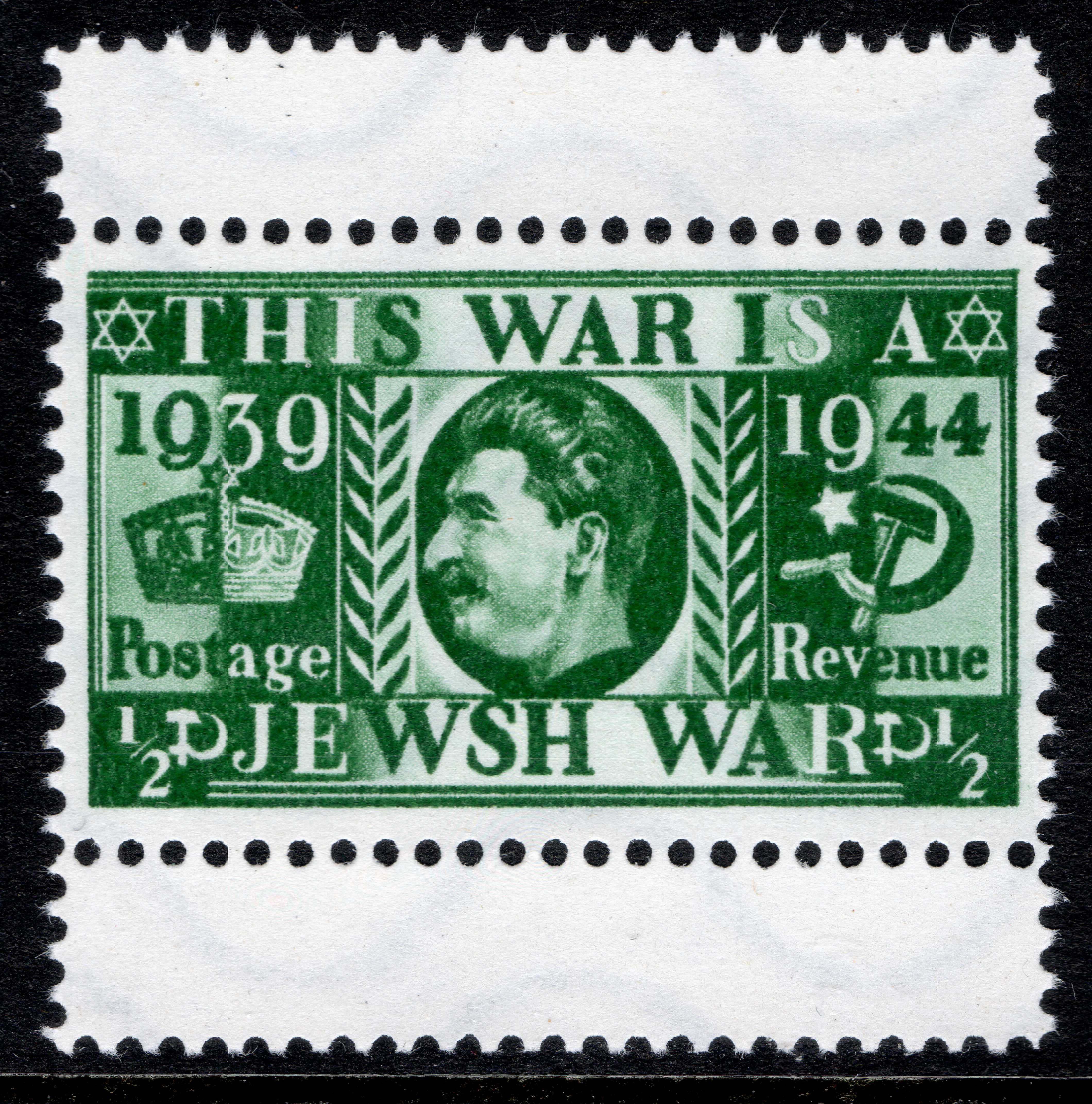
Francobollo di propaganda nella Germania nazista: "Questa guerra è una guerra ebraica", col profilo di Iosif Stalin.

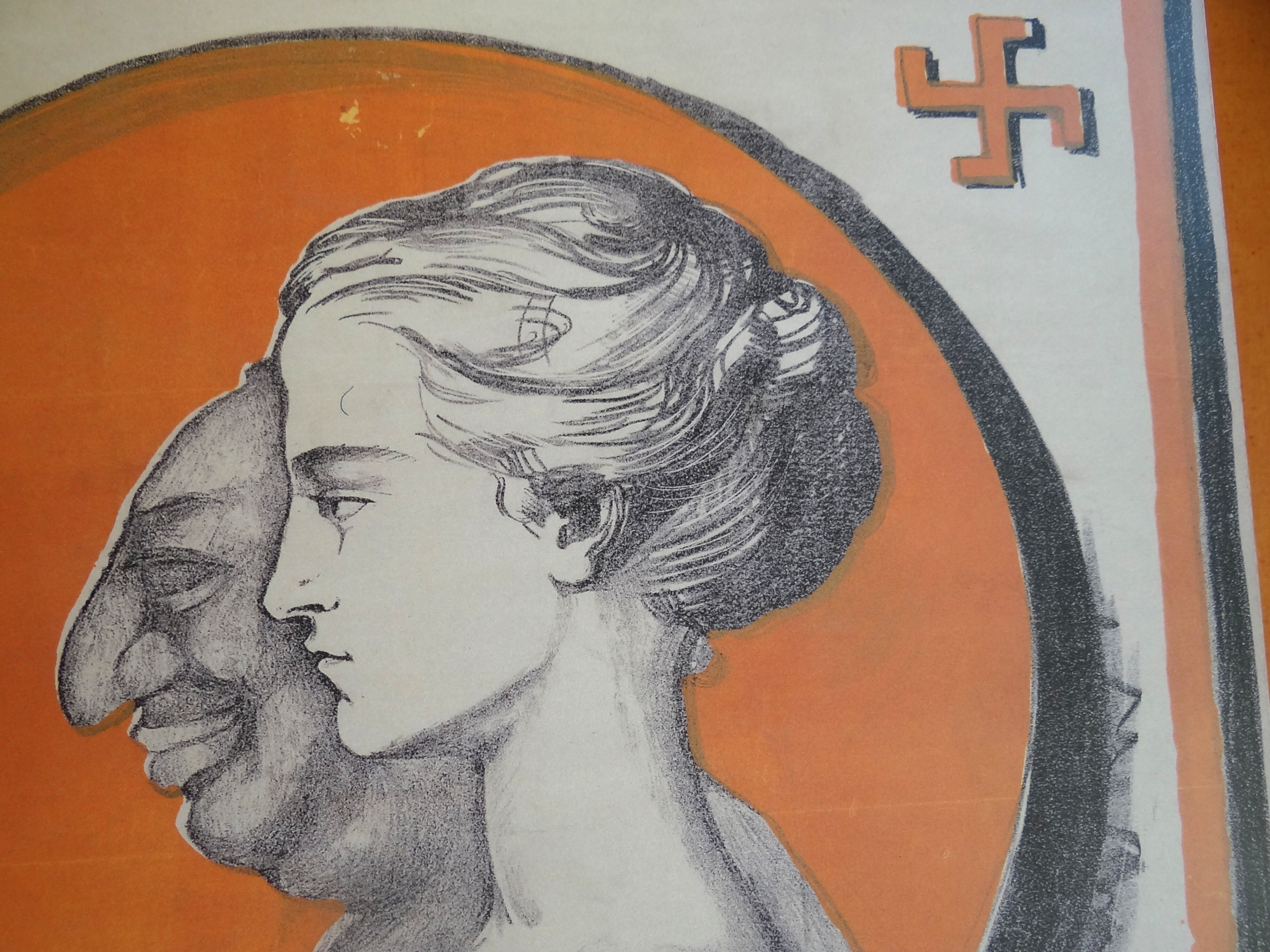
Temi propagandistici del nazionalsocialismo: la bella giovane di "razza nordica" confrontata al brutto e cattivo ebreo (anni venti).

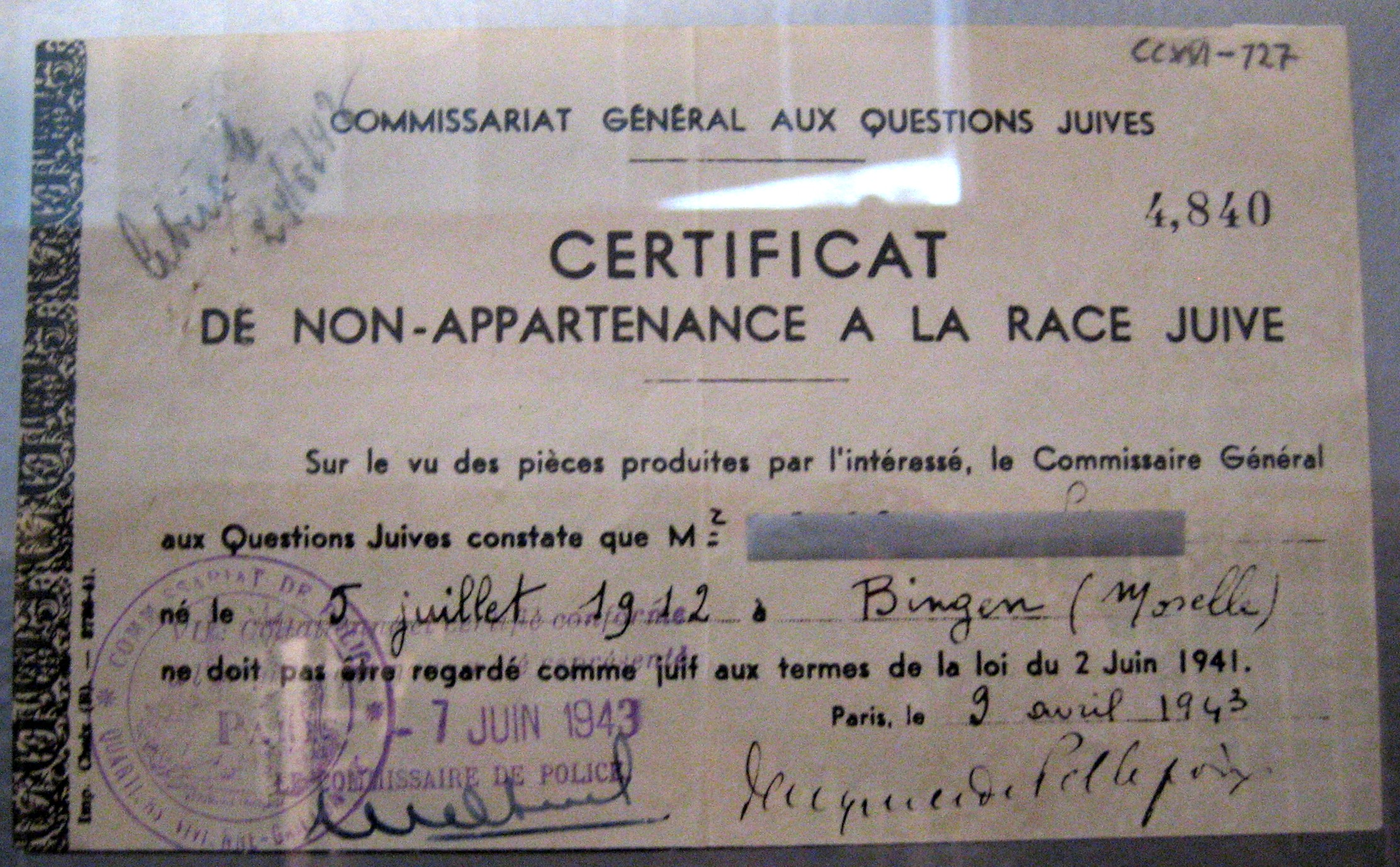
"Certificato di non appartenenza alla razza giudaica" (governo di Vichy, 1943).

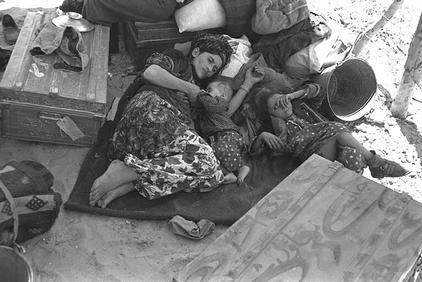
I profughi ebrei iracheni trasferiti giunsero in Israele nel 1951 durante l'Esodo ebraico dai paesi arabi.

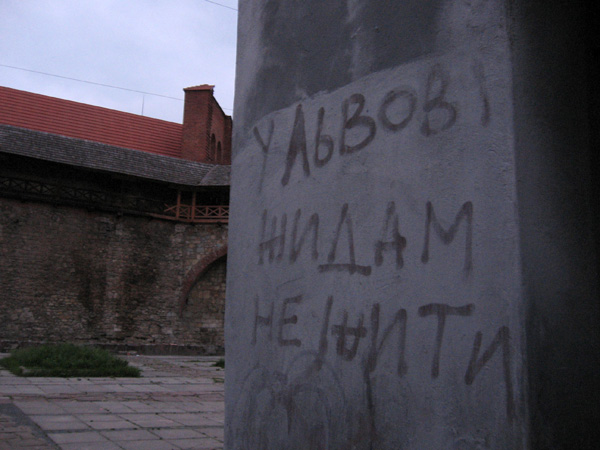
"A Lviv, gli ebrei non vivono". Graffiti nel quartiere ebraico di Leopoli.

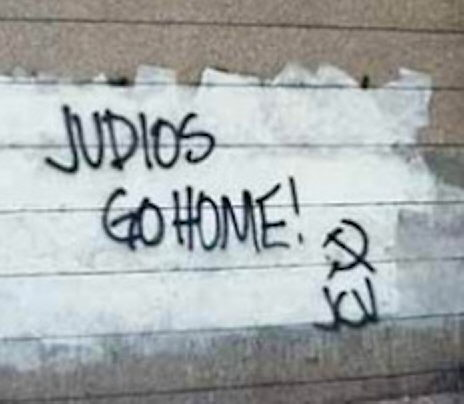
Graffito comunista antisemita in Venezuela nel 2009; sotto c'è la Falce e martello.

### Bibliografiche
1. ↑   Antiebraismo - Dizionario italiano HOEPLI.
2. ↑   antisemitismo - Vocabolario Treccani, su Treccani. URL consultato il 1º agosto 2025.
3. ↑   antisemitismo - Treccani, su Treccani. URL consultato il 1º agosto 2025.
4. ↑   Klaus P. Fischer, Storia dell'Olocausto - Klaus P. Fischer, su Newton Compton Editori. URL consultato il 13 febbraio 2019.
5. ↑   ANTISEMITISMO E ANTIGIUDAISMO - Treccani, su Treccani. URL consultato il 14 marzo 2024.
6. 1 2   L’antisemitismo | Enciclopedia dell’Olocausto, su encyclopedia.ushmm.org. URL consultato il 14 marzo 2024.
7. 1 2   Lucrezi, Francesco, 613 : appunti di diritto ebraico, G. Giappichelli, 2015-, ISBN 978-88-921-0095-4, OCLC 940730800. URL consultato il 3 marzo 2020.
8. ↑   (PDF) Agenzia europea dei diritti fondamentali,  Working Definition of Antisemitism (PDF) (archiviato dall'url originale il 25 gennaio 2011).
9. ↑  (EN) La definizione di antisemitismo dell’Alleanza internazionale per la memoria dell'Olocausto, su IHRA. URL consultato il 18 giugno 2025.
«L'antisemitismo è una certa percezione degli ebrei che può essere espressa come odio per gli ebrei. Manifestazioni di antisemitismo verbali e fisiche sono dirette verso gli ebrei o i non ebrei e/o alle loro proprietà, verso istituzioni comunitarie ebraiche ed edifici utilizzati per il culto.»
10. ↑  (EN) Definition of antisemitism, su commission.europa.eu. URL consultato il 18 giugno 2025.
11. ↑   Resoconto dell'Assemblea, su camera.it. URL consultato l'11 marzo 2021.
12. ↑   STRATEGIA NAZIONALE DI LOTTA ALL’ANTISEMITISMO (PDF), su governo.it.
13. ↑   Prevenzione e contrasto dell'antisemitismo, su camera.it. URL consultato l'11 marzo 2021.
14. ↑   Lotta contro l'antisemitismo, su Milena Santerini. URL consultato l'11 febbraio 2024.
15. ↑   L'Italia adotta la definizione di antisemitismo dell'IHRA, su mosaico-cem.it. URL consultato l'11 marzo 2021.
16. ↑   Senato della Repubblica - Legislatura 18 Atto di Sindacato Ispettivo n° 1-00212, su senato.it. URL consultato l'11 marzo 2021.
17. 1 2   Jerome A. Chanes, Antisemitism: a Reference Handbook, ABC-CLIO, 2004,  pp. 5-6, ISBN 978-1-57607-209-7.
18. 1 2   Antisionismo - Significato ed etimologia - Vocabolario, su Treccani. URL consultato il 24 giugno 2024.
19. 1 2   Gilad Atzmon- The Politics of Anti-Semitism - pace@peacelink.it, su Liste PeaceLink. URL consultato il 15 aprile 2025.
20. ↑  Michael Curtis (1986): Antisemitism in the Contemporary World. Westview Press. p.4, cited in: Jocelyn Hellig (2003): The Holocaust and Antisemitism: A Short History Oneworld Publications. ISBN 1-85168-313-5. pp.75–76
21. 1 2  (EN) Samuel K. Cohn, Jr., The Black Death and the Burning of Jews, in Past & Present, n. 196, agosto 2007,  pp. 3-36.
22. 1 2  (EN) Richard Gottheil e Joseph Jacobs, Black Death, su jewishencyclopedia.com. URL consultato il 23 febbraio 2020.
23. ↑   Matteo Rubboli, Ebrei "Avvelenatori di Pozzi": l’Antisemitismo durante la Peste Nera, su Vanilla Magazine, 9 luglio 2022. URL consultato il 29 gennaio 2023.
24. ↑  Hirschfeld, Hartwig; Gottheil, Richard (1901). "Abbas, Samuel Abu Naṣr Ibn". In Singer, Isidore; et al. (eds.). The Jewish Encyclopedia. Vol. 1. New York: Funk & Wagnalls. p. 38.
25. ↑  http://www.archiviostorico.info/libri-e-riviste/6038-lombra-del-kahal L'ombra del kahal
26. 1 2 3  Richard S. Levy, Dean Phillip Bell, William Collins Donahue, Kevin Madigan, Jonathan Morse, Amy Hill Shevitz, Norman A. Stillman (a cura di). Antisemitism: A Historical Encyclopedia of Prejudice and Persecution (2005), Vol. I, ABC-CLIO, Inc. pp. 508-510. ISBN 978-1-85109-439-4.
27. 1 2 3   La storia della Shoah inizia da una fake news, in Kolòt-Voci, 6 febbraio 2018.
28. ↑   Protocolli dei savi Anziani di Sion, I nell'Enciclopedia Treccani, su treccani.it. URL consultato il 28 gennaio 2019 (archiviato dall'url originale il 30 ottobre 2018).
29. 1 2  (EN)   Protocols of the Learned Elders of Zion. Encyclopedia Britannica.
30. 1 2  (a cura di) Richard S. Levy, Dean Phillip Bell, William Collins Donahue, Kevin Madigan, Jonathan Morse, Amy Hill Shevitz, Norman A. Stillman. Antisemitism: A Historical Encyclopedia of Prejudice and Persecution (2005), Vol. I, ABC-CLIO, Inc. pp. 508-510. ISBN 978-1851094394.
31. ↑   Cesare G. De Michelis, Il manoscritto inesistente, I «Protocolli dei savi di Sion»., collana Biblioteca, 2ª ed., Venezia, Marsilio, 2004,  p. 17.
32. ↑   Presidenza del Consiglio dei Ministri, Pregiudizi Antisemiti: Judensau Rappresentazione derisoria e disumanizzante degli ebrei, su governo.it, Presidenza del Consiglio dei Ministri. URL consultato il 20 maggio 2022.
33. 1 2   Claudia Koonz, The Nazi Conscience, Harvard University Press, 2003,  p. 20, ISBN 978-0-674-01172-4.
34. ↑   Piers Brendon, The dark valley: a panorama of the 1930s, Alfred a Knopf Inc, 2000, ISBN 978-0-375-40881-6.
35. ↑   R. J. Overy, The dictators: Hitler's Germany and Stalin's Russia, W. W. Norton, 2004, ISBN 978-0-393-02030-4.
36. ↑   Recensione di Massimo Faggioli sulla rivista online Minimo Storico (archiviato dall'url originale il 10 luglio 2008)., del libro di Giorgio Israel e Pietro Nastasi, Scienza e razza nell'Italia fascista, Il Mulino, Bologna 1998
37. ↑  Francesco Maria Feltri,
Il nazionalsocialismo e lo sterminio degli ebrei: Lezioni, documenti, bibliografia, Giuntina, ISBN 978-88-8057-016-5, pag  154 e seguenti.
38. ↑  Discorso di Mussolini, riportato in Michele Sarfatti, Mussolini contro gli ebrei. Cronaca dell'elaborazione delle leggi del 1938, citato in Anne Grynberg, Shoah, collana Universale Electa/Gallimard, pag 141
39. 1 2 3 4   Edward Flannery, The Anguish of the Jews: Twenty-Three Centuries of Antisemitism, 1ª ed., Paulist Press, 1985,  pp. 11-12, ISBN 0-8091-2702-4.
40. ↑  (Contro Apione, 1.161)
41. ↑  Clara Kraus Reggiani, Storia della letteratura giudaico-ellenistica, Milano-Udine, Mimesis Edizioni, 2008, p. 136.
42. ↑  Barclay, John M G, 1999. Jews in the Mediterranean Diaspora: From Alexander to Trajan (323 BCE–117 CE), University of California. John M. G. Barclay of the University of Durham
43. ↑  Philo of Alexandria, Flaccus, online at Philo: Flaccus
44. ↑  Pieter Willem van der Horst, 2003. Philo's Flaccus: the First Pogrom, Philo of Alexandria Commentary Series, Brill.
45. ↑  Tcherikover, Victor, Hellenistic Civilization and the Jews, New York: Atheneum, 1975
46. ↑  Daniels. J,L,Anti-Semitism in the Hellenistic-Roman Period in Journal of Biblical Literature 98 (1979) pp.45–65
47. ↑  Bohak, Gideon. "The Ibis and the Jewish Question: Ancient 'Antisemitism' in Historical Context" in Menachem Mor et al., Jews and Gentiles in the Holy Land in the Days of the Second Temple, the Mishna and the Talmud, Yad Ben-Zvi Press, 2003, p 27–43.
48. ↑  Daniels. J,L, Anti-Semitism in the Hellenistic-Roman Period in Journal of Biblical Literature 98 (1979) P.45 - 65
49. ↑   Gianfranco Nuzzo e Carola Finzi, "Humanitas Nova 2, dall'età di Augusto alla letteratura cristiana",  p. 516.
50. ↑  Langmuir (1971, 383), Christians and Jews in Dispute: Disputational Literature and the Rise of ... - Anna Sapir Abulafia - Google Libri cited by Abulafia (1998, part II, 77).
51. ↑  Paul Démann, Antisémitisme et conscience chrétienne, Cahiers sioniens, Vol. 1, nº 3 del 1 gennaio 1948
52. ↑   Mt27,25, su La Parola - La Sacra Bibbia in italiano in Internet.
53. ↑  Raymond E. Brown, Joseph A. Fitzmyer, Roland E. Murphy, Nuovo Grande Commentario Biblico, Queriniana, 2002, p. 876, ISBN 88-399-0054-3.
54. ↑  John Dominic Crossan, Who killed Jesus?, HarperOne, 1995, pp. 152, 157-159, 218-219, ISBN 978-0-06-061480-5.
55. ↑  Josef Blinzler, The trial of Jesus, Newman Press, 1959, p. 8. (cfr anche: Raymond E. Brown, The Death of the Messiah Vol. 1, Anchor Yale Bible, 2010, p. 385, ISBN 978-0-300-14009-5.).
56. ↑  Raymond E. Brown, The Death of the Messiah Vol. 1, Anchor Yale Bible, 2010, pp. 7, 383-397, 831-832, ISBN 978-0-300-14009-5. (Cfr anche: John Dominic Crossan, Who killed Jesus?, HarperOne, 1995, pp. 157-159, 218-219, IX-XII, ISBN 978-0-06-061480-5.).
57. ↑   Mt27,25, su laparola.net.
58. ↑  Raymond E. Brown, Joseph A. Fitzmyer, Roland E. Murphy, Nuovo Grande Commentario Biblico, Queriniana, 2002, p. 817, ISBN 88-399-0054-3.
59. ↑   Mc14,55, su La Parola - La Sacra Bibbia in italiano in Internet.
60. ↑   Lc23,25, su La Parola - La Sacra Bibbia in italiano in Internet.
61. ↑  Parola del Signore Commentata, traduzione interconfessionale, Nuovo Testamento, LDC/ABU, 1981, p. 267.
62. ↑  Raymond E. Brown, The Death of the Messiah Vol. 1, Anchor Yale Bible, 2010, p. 390, ISBN 978-0-300-14009-5.
63. ↑   1Corinti1,23, su La Parola - La Sacra Bibbia in italiano in Internet.
64. ↑   Romani9-11, su La Parola - La Sacra Bibbia in italiano in Internet.
65. ↑  Raymond E. Brown, The Death of the Messiah Vol. 1, Anchor Yale Bible, 2010, p. 391, ISBN 978-0-300-14009-5.
66. ↑   Medieval Sourcebook: Saint John Chrysostom: Eight Homilies Against the Jews, su fordham.edu. URL consultato il 26 settembre 2006 (archiviato dall'url originale il 14 agosto 2014).
67. ↑  J. Parkes, Prelude to dialogue, p. 153; citato da Wilken, John Chrysostom and the Jews: rhetoric and reality in the Late Fourth Century, p. xv
68. ↑  W. Laqueur, The changing face of Antisemitism: from ancient times to the present day, pag 48.
69. ↑  W. I. Brustein, Roots of Hate: Anti-Semitism in Europe before the Holocaust, p. 52
70. ↑  P. Johnson, A History of the Jews, p. 165.
71. ↑  Jeremy Cohen, The Friars and the Jews, Cornell University Press, Ithaca, 1983
72. ↑  (EN) Origine del distintivo di riconoscimento ("Badge") degli ebrei, su jewishencyclopedia.com. URL consultato il 23 ottobre 2021.
73. ↑  A. Milano, Storia degli Ebrei in Italia, Einaudi, Torino 1963.
74. ↑   Michele Luzzatti, Il ghetto ebraico, Firenze, Giunti, 1987,  p. 18.
75. 1 2  A. Foa, Ebrei d'Europa. Dalla peste nera all'emancipazione, Laterza, 1992.
76. ↑  Ben-Zion Degani: Die Formulierung und Propagierung des jüdischen Stereotyps in der Zeit vor der Reformation und sein Einfluß auf den jungen Luther. In: Kremers 1987, S. 3–37.
77. ↑  Friedrich Battenberg: Die Juden in Deutschland vom 16. bis zum Ende des 18. Jahrhunderts. Oldenbourg, München 2001, ISBN 3-486-55777-7, S. 1 und S. 10f.
78. ↑  Paul Johnson, A History of the Jews, HarperCollins Publishers, 1987, p. 242. ISBN 5-551-76858-9.
79. ↑   Martin Mulsow e Richard Henry Popkin, Secret conversions to Judaism in early modern Europe, Brill, 2004,  p. 85, ISBN 90-04-12883-2.
80. ↑   Raul Hilberg, La distruzione degli Ebrei d'Europa, pagg.13,14, Torino, Einaudi, 1995.
81. ↑  Martin Luther, D. Martin Luthers Werke: kritische Gesamtausgabe, Weimar, Hermann Böhlaus Nachfolger, 1920, Vol. 51, p. 195.
82. ↑   Fascism in America: Pelley’s Silver Shirts (January 1934), su marxists.org.
83. ↑   6 Things You May Not Have Known About Nazis in America, su thehistoryreader.com.
84. ↑   Sarah Atwood, 'This List Not Complete': Minnesota's Jewish Resistance to the Silver Legion of America, 1936–1940, in Minnesota History, n. 6, 2018,  pp. 142-155.
85. ↑   "William Dudley Pelley, 75, dies; Founded fascist Silver Shirts." The New York Times, July 2, 1965., su timesmachine.nytimes.com.
86. ↑   Testo della costituzione dogmatica Lumen gentium. nel sito del Vaticano.
87. ↑  "I fluidi del  corpo, e soprattutto il sangue, permettono la trasmissione da genitori a figli di un certo numero di qualità morali"; ciò implicava che "gli ebrei, come popolo, erano incapaci di cambiare natura, nonostante la conversione"| https://www.lhistoire.fr/qui-a-inventé-les-lois-de-pureté-de-sang%7C Schaub, Jean-Frédéric (2014). «Qui a inventé les lois de pureté de sang?». L’Histoire (400): 38-41.
88. ↑  Hering Torres, Max Sebastián (2011). «La limpieza de sangre. Problemas de interpretación: acercamientos históricos y metodológicos». Historia crítica (45): 32-55.
89. ↑   Simonetta Pagliani, Di cosa si parla, quando si parla di leggi razziali in Italia?, su https://www.scienzainrete.it/, 25 gennaio 2023. URL consultato il 13 marzo 2023.
90. ↑  de Simancas, Diego. « La “pureté de sang” en Espagne ». Défense du statut de Tolède, Presses universitaires de la Méditerranée, 2021, https://doi.org/10.4000/books.pulm.20327
91. ↑  Template:Harvsp.
92. ↑  Raymond E. Fancher, «Ethnography and its role in the development of his psychology», British journal for the history of science, vol. 16, mars 1983. Cité dans Kevles (1995), Kevles, Au nom de l’eugénisme, Presses Universitaires de France, Paris, 1995, p. 9.
93. ↑  Kevles, Au nom de l’eugénisme, Presses Universitaires de France, Paris, 1995, p. 104 et s.
94. 1 2  Lifton, 2003, p. 70.
95. ↑  Lifton, 2003, pp. 71-72.
96. ↑  Lifton, 2003, p. 72.
97. ↑  (EN) Sandra Mass, CHAPTER 12 The ‘Volkskörper’ in Fear: Gender, Race and Sexuality in the Weimar Republic, Berghahn Books, 1º ottobre 2010,  pp. 233-250, DOI:10.1515/9781845459765-015, ISBN 978-1-84545-976-5. URL consultato il 5 febbraio 2024.
98. ↑   Simonetta Pagliani, Cosa ci insegna la catastrofe etica della medicina nazista, su Scienza in rete, 24 gennaio 2024. URL consultato il 5 febbraio 2024.
99. ↑  Hitler, 1940, p. 20.
100. 1 2  Ku Klux Klan in Enciclopedia Italiana (1933), su Enciclopedia Treccani.
101. 1 2  (EN)  Ku Klux Klan in Enciclopedia Britannica.
102. ↑  Texas, il ritorno del Ku Klux Klan
103. ↑   Preview Page, su valentina.duestrade.it. URL consultato il 9 giugno 2021.
104. ↑   Ku Klux Klan - Extremism in America, su adl.org (archiviato dall'url originale il 27 febbraio 2010).
105. ↑  Terrorism, Domestic (United States) - Right-wing terrorism, The Ku Klux Klan
106. 1 2  (EN) Antisemitismo, in Enciclopedia Britannica, Encyclopædia Britannica, Inc.
107. ↑   Redazione, L’inizio di un lungo viaggio verso Oriente: la crociata dei poveri!, su Medievaleggiando, 15 giugno 2020. URL consultato il 29 gennaio 2023.
108. ↑   Matteo Rubboli, Ebrei "Avvelenatori di Pozzi": l’Antisemitismo durante la Peste Nera, su Vanilla Magazine, 9 luglio 2022. URL consultato il 29 gennaio 2023.
109. ↑  Anna Foa, Ebrei in Europa: dalla peste nera all'emancipazione XIV-XVIII secolo, Laterza, 1992, ISBN 88-420-3947-0, OCLC 27071770, p. 12.
110. ↑  Giorgio Cosmacini, La medicina dei papi, Gius. Laterza & Figli, 2018, ISBN 978-88-581-3180-0, p. 49
111. 1 2 3 4 5   William D. Rubenstein, Antisemitism in the English-Speaking World, New York, Oxford University Press Inc., 2010,  p. 459.
112. ↑  Prestwich, Michael (1997), Edward I, Yale University Press, ISBN 0-300-07157-4.
113. ↑   Copia archiviata, su laboratorioroma.it. URL consultato il 13 gennaio 2016 (archiviato dall'url originale il 23 settembre 2015).
114. ↑  Così era all'inizio chiamato il ghetto. M. Cassandro,  Intolleranza e accettazione, Torino, Giappichelli, 1996, pg. 233.
115. ↑   Storia. Tutta la verità su Feletti, l'inquisitore che autorizzò il rapimento di Mortara, su www.avvenire.it, 8 gennaio 2025. URL consultato il 19 gennaio 2025.
116. ↑  Polemiche riaccese dalla decisione di beatificare Pio IX, cfr.  Perché Wojtyła non è un santo, su temi.repubblica.it, 24 aprile 2014.
117. ↑   Chi furono le vittime dell’Olocausto?, su encyclopedia.ushmm.org. URL consultato il 29 gennaio 2024 (archiviato dall'url originale il 29 gennaio 2024).
118. 1 2 3 4   Leon Trotsky: Thermidor and Anti-Semitism (1937), su marxists.org. URL consultato il 5 marzo 2021 (archiviato il 26 luglio 2020).
119. ↑   JCWS 3:2 | "From Anti-Westernism to Anti-Semitism" by Konstantin Azadovskii and Boris Egorov, su sites.fas.harvard.edu. URL consultato il 5 marzo 2021 (archiviato il 30 settembre 2020).
120. ↑  (EN) Raphael Patai e Jennifer Patai, The Myth of the Jewish Race, Wayne State University Press, 1989, ISBN 978-0-8143-1948-2. URL consultato il 5 marzo 2021 (archiviato il 26 luglio 2020).
121. ↑   "Soviet Union": The Doctors' plot 1953 - Stalin's last purge plan, su web.archive.org, 21 luglio 2011. URL consultato il 5 marzo 2021 (archiviato dall'url originale il 21 luglio 2011).
122. 1 2   Negazionismo, in Treccani.it – Enciclopedie on line, Roma, Istituto dell'Enciclopedia Italiana.
123. ↑  Testimonianza dello storico inglese Sir Richard J. Evans citata nella (EN) Sentenza del processo Irving vs Penguin Books e Deborah Lipstadt, presso l'Alta Corte di Giustizia 1996-I-1113, Queen's Bench Division, presieduta dal giudice Gray, Londra, 24 marzo 2005,  cap. VIII - Justification: The claim that Irving is a "Holocaust denier", § 8.3.
«A characteristic of Holocaust denial is that it involves a politically motivated falsification of history.»
124. ↑  Lettera del 26 dicembre 2005 di Robert Faurisson a Jawad Sharbaf, direttore generale dell'Istituto di scienze politiche di Tehran, nella quale il massimo negazionista mondiale afferma:
«L'impostura dell'Olocausto è la spada e lo scudo dello Stato ebraico; essa ne è l'arma numero uno. Essa permette agli ebrei e ai sionisti di mettere sotto accusa il mondo intero: in primo luogo la Germania del III Reich che avrebbe commesso un crimine abominevole e senza precedenti, poi il resto del mondo che l'avrebbe lasciata commettere questo stesso crimine.»
Cfr. l'"Archivio Faurisson" presso la sezione italiana del sito della Association des Anciens Amateurs de Récits de Guerres et d'Holocaustes.
125. 1 2   Rashmi Singh, The Idea of Israel: A History of Power and Knowledge. By Ilan Pappe. Brooklyn: Verso, 2014., in Global Governance: A Review of Multilateralism and International Organizations, vol. 21, n. 1, 19 agosto 2015,  pp. 184-185, DOI:10.1163/19426720-02101016, ISSN 1075-2846 (WC · ACNP). URL consultato il 31 ottobre 2023.
126. ↑   Arnold Internet Archive e Benjamin R. Epstein, The new anti-Semitism, New York, McGraw-Hill, 1974, ISBN 978-0-07-021615-0. URL consultato il 15 aprile 2025.
127. ↑   Walter Laqueur, Golda Meir and the Post-Zionists, in Dying for Jerusalem: the past, present and future of the holiest city, Naperville (Illinois), Sourcebooks, Inc., marzo 2006,  pp. pg. 55, ISBN 978-1-4022-0632-0, LCCN 2005025006, OCLC 61704687.
«...behind the cover of "anti-Zionism" lurks a variety of motives that ought to be called by their true name. When, in the 1950s under Stalin, the Jews of the Soviet Union came under severe attack and scores were executed, it was under the banner of anti-Zionism rather than anti-Semitism, which had been given a bad name by Adolf Hitler. When in later years the policy of Israeli governments was attacked as racist or colonialist in various parts of the world, the basis of the criticism was quite often the belief that Israel had no right to exist in the first place, not opposition to specific policies of the Israeli government. Traditional anti-Semitism has gone out of fashion in the West except on the extreme right. But something we might call post-anti-Semitism has taken its place. It is less violent in its aims, but still very real. By and large it has not been too difficult to differentiate between genuine and bogus anti-Zionism. The test is twofold. It is almost always clear whether the attacks are directed against a specific policy carried out by an Israeli government (for instance, as an occupying power) or against the existence of Israel. Secondly, there is the test of selectivity. If from all the evils besetting the world, the misdeeds, real or imaginary, of Zionism are singled out and given constant and relentless publicity, it can be taken for granted that the true motive is not anti-Zionism but something different and more sweeping.»
128. ↑  Finkelstein 2002, p. xi della versione originale.
129. ↑   Norman G. Finkelstein, The Jewish supremacist state (A comment on B’Tselem’s ‘apartheid regime’ designation for Israel) [Lo Stato suprematista ebraico (Un commento sulla definizione di "regime di apartheid" data da B'Tselem a Israele)], su Mondoweiss, 15 gennaio 2021. URL consultato il 2 gennaio 2024.
130. ↑  (EN) Howard Friel, Chomsky and Dershowitz: On Endless War and the End of Civil Liberties, Interlink Publishing, 2013, ISBN 978-1-62371-035-4.
131. ↑  (EN) Hannah Rosenthal, Remarks at the 2011 B'nai B'rith International Policy Conference, su state.gov, US Department of State, 5 dicembre 2011. URL consultato l'8 dicembre 2014 (archiviato dall'url originale il 14 gennaio 2015).
«Our State Department uses Natan Sharansky's "Three Ds" test for identifying when someone or a government crosses the line from criticizing Israeli policies into anti-Semitism: when Israel is demonized, when Israel is held to different standards than the rest of the countries, and when Israel is delegitimized.»
132. ↑  (EN) Jonathan Judaken, So what's new? Rethinking the 'new antisemitism' in a global age, in Patterns of Prejudice, 2008. URL consultato l'8 dicembre 2014 (archiviato dall'url originale il 27 marzo 2013).
133. ↑  (EN) Natan Sharansky, 3D Test of Anti-Semitism: Demonization, Double Standards, Delegitimization, in Jewish Political Studies Review, autunno 2004.
134. ↑   Florette Cohen, The New Anti-Semitism Israel Model: Empirical Tests,  p. 12 (archiviato dall'url originale il 17 dicembre 2014).
135. ↑   David Hirsh, Irwin Cotler – on judging the distinction between legitimate criticism and demonization, su engageonline.wordpress.com.
136. ↑  Lista nera di docenti italiani sul sito neonazista "Holywar". "Collaboratori di Israele" - Il Fatto Quotidiano
137. ↑   Marco Pasqua, Nella testa dei negazionisti "Shoah macabra leggenda", su https://www.repubblica.it, La Repubblica. URL consultato il 30 gennaio 2024.
138. ↑   Marco Pasqua, Lezioni di negazionismo "Così sfruttano la Shoah", su https://www.repubblica.it/, La Repubblica, 6 ottobre 2010. URL consultato il 30 gennaio 2024.
139. ↑  Angst or Reality: How Bad Is anti-Semitism in Italy? - Jewish World - Haaretz.com
140. ↑  Gli ebrei italiani: l’antisemitismo è in crescita - La Stampa
141. ↑  Dal 2012-2018 forniti da DIGOS, quindi 2019-2022 con un migliorato metodo di raccolta dati da parte dell'Osservatorio per la sicurezza contro gli atti discriminatori (OSCAD)
142. ↑  EU 2022, pp. 78-82.
143. ↑  EU 2022, p. 22.
144. ↑   Cronaca della presentazione della "Relazione annuale sull'antisemitismo in Italia 2023", su osservatorioantisemitismo.it.
145. ↑  Jacobs, pp. xi-xiv, 1-4.
146. ↑   Bernard Lewis, Semites and Anti-Semites: An Inquiry into Conflict and Prejudice, WW Norton & Co., 1986,  p.  199., ISBN 978-0-393-02314-5.
147. 1 2 3   Islamic Antisemitism in Historical Perspective (PDF), su adl.org, Anti-Defamation League. URL consultato il 24 gennaio 2012 (archiviato dall'url originale il 5 luglio 2003).
148. ↑   Hamas Covenant 1988, su avalon.law.yale.edu, Yale.edu. URL consultato il 27 maggio 2010.
"Today it is Palestine, tomorrow it will be one country or another. The Zionist plan is limitless. After Palestine, the Zionists aspire to expand from the Nile to the Euphrates. When they will have digested the region they overtook, they will aspire to further expansion, and so on. Their plan is embodied in the "Protocols of the Elders of Zion", and their present conduct is the best proof of what we are saying."
149. ↑   The Islamic Resistance Movement, A Document of General Principles and Policies, su hamas.ps, 1º maggio 2017.
150. ↑   Albert Lindemann, Antisemitism: A History, New York, Oxford University Press Inc., 2010,  p. 28.
«Assumed social positions, such as moneylending, that were inherently precarious and tension creating.»
151. ↑   WIlliam Rubenstein, Antisemitism in the English-Speaking World, Oxford University Press Inc., 2010,  p. 460.
152. ↑   WIlliam Rubenstein, Antisemitism in the English-Speaking World, New York, Oxford University Press Inc., 2010,  p. 461.
153. ↑   William Rubenstein, Antisemitism in the English Speaking World, New York, Oxford University Press, 2010,  p. 492.
154. ↑   William Rubenstein, Antisemitism in the English Speaking World, New York, Oxford University Press Inc., 2010,  p. 491.

### Esplicative
1. ↑  Di origine ebraica era per esempio l'imprenditore Guido Jung, che fu prima eletto deputato nel "Listone Mussolini" e poi Ministro delle Finanze del Governo Mussolini. Ebrea anche la scrittrice Margherita Sarfatti, prima biografa ufficiale del Duce e direttrice editoriale della rivista fascista Gerarchia.
2. ↑  Secondo libro dei Maccabei 6:1-11.
3. ↑  Così il Biblista Mauro Pesce. Analogo parere del teologo e sacerdote cattolico Raymond Brown che ritiene che "questo episodio rappresenti una composizione di Matteo sulla base di una tradizione popolare riflettente sul tema del sangue innocente di Gesù e della responsabilità da esso creato. È della stessa derivazione e formazione degli episodi di Giuda e della moglie di Pilato. (Infatti io sospetto che la tradizione dietro alla storia dei Magi arrivi dagli stessi circoli giudaico cristiani)". Anche lo storico Aldo Schiavone sottolinea per tale episodio matteano, così come per gli altri contenuti antiebraici introdotti dall'evangelista nel processo di fronte a Pilato, che "non si può credere a una sola parola di questo racconto". (Adriana Destro e Mauro Pesce, La morte di Gesù, Rizzoli, 2014, p. 122, ISBN 978-88-17-07429-2; Raymond E. Brown, The Death of the Messiah Vol. 1, Anchor Yale Bible, 2010, p. 833, ISBN 978-0-300-14009-5; Aldo Schiavone, Ponzio Pilato. Un enigma tra storia e memoria, Einaudi, 2016, ISBN 978-88-062-2836-1;  Ma Pilato non si lavò le mani (archiviato dall'url originale il 17 ottobre 2019).
4. ↑  E il teologo e sacerdote cattolico Raymond Brown precisa anche che "indubbiamente il contesto nel quale ogni evangelista scrisse e la quantità di conflitti sperimentati con le sinagoghe da lui o dalla sua comunità Cristiana hanno influenzato la sua presentazione [degli eventi evangelici]". (Raymond E. Brown, The Death of the Messiah Vol. 1, Anchor Yale Bible, 2010, p. 387, ISBN 978-0-300-14009-5.).
5. ↑  Anche il teologo cattolico Hans Küng osserva in merito: "L’antisemitismo razzista, che con l’Olocausto raggiunse il suo vertice terroristico, non sarebbe stato possibile senza la quasi bimillenaria preistoria dell’antigiudaismo della Chiesa cristiana". (Corrado Augias, I segreti del Vaticano, Mondadori, 2010, p. 271, ISBN 978-88-04-64615-0.).
6. ↑  Aggiunge tale teologo che "siccome il Cristianesimo alla fine ottenne il supporto politico e militare dell'Impero Romano, esso fu in grado di promuovere le sue idee e anche perseguitare i suoi opponenti in un modo non consentito al Giudaismo" e  "una volta che è l'Impero Romano divenne Cristiano, tutti gli altri furono in pericolo, Ebrei naturalmente ma anche pagani e anche Cristiani dissidenti".
7. ↑  Raymond Brown sottolinea che "da subito la distruzione del tempio di Gerusalemme nel 70 d.C. da parte dei Romani fu vista come un castigo divino per quello che gli Ebrei avevano fatto a Gesù" e in merito al verso di Matteo  Mt27,25, su laparola.net. precisa che "a differenza delle autorità, «tutto il popolo» non è disonesto, ma secondo il giudizio di Matteo esso ha collaborato ed è ritenuto responsabile". (Raymond E. Brown, The Death of the Messiah Vol. 1, Anchor Yale Bible, 2010, pp. 384-385, 388-389, ISBN 978-0-300-14009-5.).
8. ↑  Ad esempio:  At2,23; 2,36; 3,13-17; 4,10; 4,25-28; 5,30; 7,52; 10,39; 13,27-29, su laparola.net.
9. ↑  Come osservato dagli esegeti del cattolico "Nuovo Grande Commentario Biblico" in merito al verso  1Tess2,13-16, su laparola.net., precisando anche come "questo è l'unico passo negli scritti di Paolo dove la responsabilità della morte di Gesù è addossata ai Giudei". Pur essendo la Prima lettera ai Tessalonicesi tra le sette lettere di Paolo ritenute genuine, questo verso, che oggi "molti studiosi giudicano inautentico", è considerato un'interpolazione cristiana successiva in chiave antiebraica. (Raymond E. Brown, Joseph A. Fitzmyer, Roland E. Murphy, Nuovo Grande Commentario Biblico, Queriniana, 2002, pp. 1010-1014, ISBN 88-399-0054-3.).
10. ↑  Dino Messina, «Nicola Pende, lo strano caso della firma fantasma» in Corriere della Sera del 15 febbraio 2007, p. 47. Disponibile in versione elettronica: . Nonostante la successiva assoluzione è da notare come Pende avesse dichiarato nel maggio 1940: «è lo spirito ebraico che può nuocere allo spirito della nostra razza; anche pochi semiti possono inquinare la vita di tutta una nazione», mostrando chiaramente di essere antisemita.

### Libri di autori antisemiti
- Martin Lutero, Degli ebrei e delle loro menzogne (1543)
- Anonimo dell'Okhrana, Protocolli dei Savi di Sion (1903)
- Henry Ford, L'ebreo internazionale (1920)
- Adolf Hitler, Mein kampf (1924)
- Julius Evola, Sintesi di una dottrina della razza (1941)
- Louis-Ferdinand Céline, Bagatelle per un massacro (1937)
- Louis-Ferdinand Céline, La scuola dei cadaveri (1938)
- Louis-Ferdinand Céline, Les Beaux Draps (1941)

### Libri sull'antisemitismo
In italiano
- Gadi Luzzatto Voghera, Antisemitismo, Milano, Editrice Bibliografica, 2018, ISBN 978-88-9357-027-5.
- Steven Beller, L'Antisemitismo, Bologna, Il Mulino, 2017, ISBN 978-88-1526-744-3.
- Francesco Germinario, Antisemitismo. Un'ideologia del Novecento, Milano, Jaca Book, 2013, ISBN 978-88-16-41182-1.
- Maria Mantello, Ebreo, un bersaglio senza fine, Scipioni editore, 2002.
- Roberto Finzi, L'antisemitismo: dal pregiudizio contro gli ebrei ai campi di sterminio, Giunti, 1997
- Giancarlo Elia Valori, Antisemitismo, olocausto, negazione, Mondadori, 2007
- Raul Hilberg, La distruzione degli ebrei d'Europa, Einaudi 1961.
- Stefano Zen, Bartolomeo Cambi e la predicazione antiebraica nel Ducato di Mantova al tempo di Clemente VIII, in La Sho'ah tra interpretazione e memoria. Atti del Convegno Internazionale di Studi (Biblioteca Europea, 13), Napoli, 5-9 maggio 1997, a cura di P. Amodio, R. De Maio, G. Lissa, Napoli, Vivarium, 1999, pp. 73–85.
- Cesare G. De Michelis, Il manoscritto inesistente. I "Protocolli dei savi di Sion", Marsilio, 2004, ISBN 88-317-7075-6.
- Cesare G. De Michelis, La giudeofobia in Russia. Dal Libro del "kahal" ai "Protocolli dei savi di Sion". Con un'antologia di testi, 2001, ISBN 88-339-1350-3.
- Alessandro Cifariello, L'ombra del kahal. Immaginario antisemita nella Russia dell'Ottocento, Roma, Viella, 2013, ISBN 978-88-6728-012-4.
- Pierre-André Taguieff, L'antisémitisme, PUF, Paris, 2015; tr. it., L'antisemitismo, Raffaello Cortina Editore, Milano, 2016.
- Hans Küng, Ebraismo, Rizzoli, 1993, ISBN 978-88-17-11229-1.
- Mariateresa Amabile, Nefaria Secta. La normativa imperiale ‘de Iudaeis’ tra repressione, protezione, controllo, I, Jovene, Napoli, 2018.
- Giovanni De Bonfils, Gli ebrei nell'impero romano, Cacucci, Bari, 2005.
- Ruggero Taradel, L'accusa del sangue. Storia politica di un mito antisemita, Roma, Editori Riuniti, 2002. ISBN 978-88-359-5128-5
- Furio Jesi, L'accusa del sangue. Mitologie dell'antisemitismo, Brescia, Morcelliana, 1992.
- Furio Jesi con prefazione di David Bidussa, L'accusa del sangue. La macchina mitologica dell'antisemitismo, Torino, Bollati - Boringhieri, 2007.

In inglese
- Yosef Bodansky. Islamic Anti-Semitism as a Political Instrument, Freeman Center For Strategic Studies, 1999.
- Carr, Steven Alan. Hollywood and anti-Semitism: A cultural history up to World War II, Cambridge University Press 2001.
- Chanes, Jerome A. Antisemitism: A Reference Handbook, ABC-CLIO, 2004.
- Cohn, Norman. Warrant for Genocide, Eyre & Spottiswoode 1967; Serif, 1996.
- Freudmann, Lillian C. Antisemitism in the New Testament, University Press of America, 1994.
- Jane Gerber (1986). "Anti-Semitism and the Muslim World". In History and Hate: The Dimensions of Anti-Semitism, ed. David Berger. Jewish Publications Society. ISBN 0-8276-0267-7
- Raul Hilberg. The Destruction of the European Jews. Holmes & Meier, 1985. 3 volumi.
- Paul Johnson. A History of the Jews (New York: HarperCollins Publishers, 1987) ISBN 0-06-091533-1
- John D. Klier, Imperial Russia's Jewish Question, 1855–1881, Cambridge-New York, Cambridge University Press, 1995, ISBN 0-521-46035-2.
- John D. Klier, Underneath the lot [collegamento interrotto], in The Sunday Times, 24/2/2006.
- Walter Laqueur. The Changing Face of Antisemitism: From Ancient Times To The Present Day. Oxford University Press. 2006. ISBN 0-19-530429-2
- Bernard Lewis (1984). The Jews of Islam. Princeton: Princeton University Press. ISBN 0-691-00807-8
- Lewis, Bernard (1999). Semites and Anti-Semites: An Inquiry into Conflict and Prejudice. W. W. Norton & Co. ISBN 0-393-31839-7
- Deborah Lipstadt. Denying the Holocaust: The Growing Assault on Truth and Memory, Penguin, 1994.
- McKain, Mark. Anti-Semitism: At Issue, Greenhaven Press, 2005.
- Michael, Robert and Philip Rosen.  Dictionary of Antisemitism., The Scarecrow Press, Inc., 2007
- Leon Poliakov (1997). "Anti-Semitism". Encyclopedia Judaica (CD-ROM Edition Version 1.0). Ed. Cecil Roth. Keter Publishing House. ISBN 965-07-0665-8
- Prager, Dennis, Telushkin, Joseph. Why the Jews? The Reason for Antisemitism. Touchstone (reprint), 1985.
- Perednik, Gustavo Daniel, "La judeofobia", 2001 (in Spanish, Portuguese and Hebrew).
- Roth, Philip. The Plot Against America, 2004
- Michael Selzer (ed). "Kike!" : A Documentary History of Anti-Semitism in America, New York 1972.
- Steinweis, Alan E. Studying the Jew: Scholarly Antisemitism in Nazi Germany. Harvard University Press, 2006. ISBN 0-674-02205-X.
- Norman Stillman (1979). The Jews of Arab Lands: A History and Source Book. Philadelphia: Jewish Publication Society of America. ISBN 0-8276-0198-0
- N.A. Stillman (2006). "Yahud". Encyclopaedia of Islam. Eds.: P.J. Bearman, Th. Bianquis, C.E. Bosworth, E. van Donzel and W.P. Heinrichs. Brill. Brill Online
- Antisemitismo., voce di Gotthard Deutsch dalla Jewish Encyclopedia, ed. 1901-1906
- Robert S. Wistrich (eds.)	Austrians and Jews in the Twentieth Century: From Franz Joseph to Waldheim [1 ed.], 978-1-349-22380-0, 978-1-349-22378-7, 978-0-312-08106-5	Palgrave Macmillan UK	1992